# An Giang
An Giang là một tỉnh thuộc vùng đồng bằng sông Cửu Long, Việt Nam. Theo dữ liệu Sáp nhập tỉnh, thành Việt Nam 2025, An Giang	có diện tích: 	9.889	km²,	xếp thứ	13; dân số:	4.952.238	người,	xếp thứ	3; GRDP 2024: 	271.345.883	triệu VNĐ, xếp thứ	16; thu ngân sách 2024:	26.279.135	triệu VNĐ, xếp thứ	15; thu nhập bình quân:	55,22;	triệu VNĐ/năm, 	xếp thứ	20.
An Giang là tỉnh thuộc Vùng kinh tế trọng điểm vùng đồng bằng sông Cửu Long. Là tỉnh có dân số đông nhất vùng đồng bằng sông Cửu Long. An Giang nằm trong vùng tứ giác Long Xuyên.
An Giang sở hữu diện tích khá lớn ở miền Tây Nam Bộ, trong đó có nhiều cảnh quan thiên nhiên tươi đẹp, có sông nước mênh mông, có núi non kỳ vĩ, có rừng tràm, có đồng ruộng bát ngát,...
An Giang cũng sở hữu một trong những hòn đảo đẹp nhất ở Việt Nam là đảo Phú Quốc, nơi hàng năm thu hút hàng triệu lượt khách quốc tế.

## Địa lý

### Vị trí địa lý
Tỉnh An Giang nằm về phía tây nam đồng bằng sông Cửu Long, cách Thành phố Hồ Chí Minh 187 km, có vị trí địa lý:
- Phía đông giáp tỉnh Đồng Tháp dài 107 km
- Phía tây giáp Vịnh Thái Lan
- Phía nam giáp thành phố Cần Thơ và tỉnh Cà Mau
- Phía bắc giáp tỉnh Kandal, tỉnh Takéo và tỉnh Kampot, Vương quốc Campuchia với đường biên giới dài gần 160,8 km.

Tỉnh An Giang có tổng diện tích tự nhiên hơn 3.500 km², trong đó diện tích đất sản xuất nông nghiệp 280.658 ha, đất lâm nghiệp 14.724 ha, bằng 1,03% diện tích cả nước và đứng thứ 4 so với 13 tỉnh đồng bằng sông Cửu Long.
An Giang là tỉnh duy nhất của vùng Đồng bằng sông Cửu Long có địa bàn ở cả hai bờ sông Cửu Long. Điểm cực Bắc của tỉnh nằm ở vĩ độ 10°57'B (xã Khánh An, huyện An Phú), cực Nam ở vĩ độ 10°10'60"B (xã Bình Thành, huyện Thoại Sơn), cực Tây ở 104°46'Đ (xã Vĩnh Gia, huyện Tri Tôn), cực Đông trên kinh độ 105°35'Đ (xã Bình Phước Xuân, huyện Chợ Mới).
Khoảng cách lớn nhất theo hướng bắc - nam là 86 km và đông - tây là 87,2 km.

### Khí hậu
Với vị trí đó An Giang nằm trong vùng khí hậu nhiệt đới gió mùa, trong năm có 2 mùa rõ rệt gồm mùa mưa và mùa khô. Mùa mưa từ tháng 5 đến tháng 11, mùa khô từ tháng 12 đến tháng 4 năm sau. Nhiệt độ trung bình hàng năm khoảng 27 độ C, lượng mưa trung bình năm khoảng 1.130 mm. Độ ẩm trung bình 75 – 80%, khí hậu cơ bản thuận lợi cho phát triển nông nghiệp.

### Điều kiện tự nhiên
An Giang là tỉnh đầu nguồn sông Cửu Long, có hệ thống giao thông thuận tiện bao gồm giao thông thủy và giao thông bộ. Tỉnh có mạng lưới giao thông quan trọng trong khu vực và có cửa khẩu quốc tế Tịnh Biên và Vĩnh Xương.
An Giang có nguồn nước mặt và nước ngầm phong phú. Hai con sông chính là Sông Tiền và Sông Hậu chảy qua tỉnh với lưu lượng trung bình năm khoảng 13.800 m³/s. Ngoài ra, tỉnh còn có nhiều tuyến sông, rạch và kênh khác. Tuy chế độ thủy văn của tỉnh phụ thuộc vào chế độ nước của Sông Mê Kông, nhưng tỉnh cũng phải đối mặt với tác động tiêu cực của lũ, gây thiệt hại đến cuộc sống và kinh tế địa phương.
Về đất đai và thổ nhưỡng, An Giang có 6 nhóm chính, trong đó nhóm đất phù sa chiếm tỷ lệ lớn với diện tích 151.600 ha, tương đương 44,5% diện tích tự nhiên của tỉnh. Ngoài ra, còn có nhóm đất phù sa có phèn, nhóm đất phát triển tại chỗ và đất phù sa cổ, cùng với đất phèn và các nhóm đất khác.

## Lịch sử
Vùng đất An Giang thời xưa thuộc về Vương Quốc Phù Nam nổi tiếng với di chỉ Óc Eo, và sau này là một phần của Vương quốc Campuchia đến TK XIX được người Khmer gọi là Moăt Chruk (មាត់ជ្រូក), nghĩa là xứ Miệng Heo. Nghĩa xứ Miệng Heo nghe có vẻ tối nghĩa, có thể suy đoán thêm các nghĩa khác như: xứ Tiếng Heo (xứ có nhiều heo rừng kêu la), xứ Bờ Heo (xứ có nhiều đường đất do heo rừng ủi thành). Sau người Việt đọc trại địa danh này thành Chu Đốc, nhưng do kị húy nên đọc thành Châu Đốc. Thời Nguyễn, địa danh này được phiên âm là Mật Luật (hoặc Ngọc Luật), dùng để chỉ khu vực xung quanh Châu Đốc.

### Tỉnh An Giang thời phong kiến

An Giang thời nhà Nguyễn độc lập

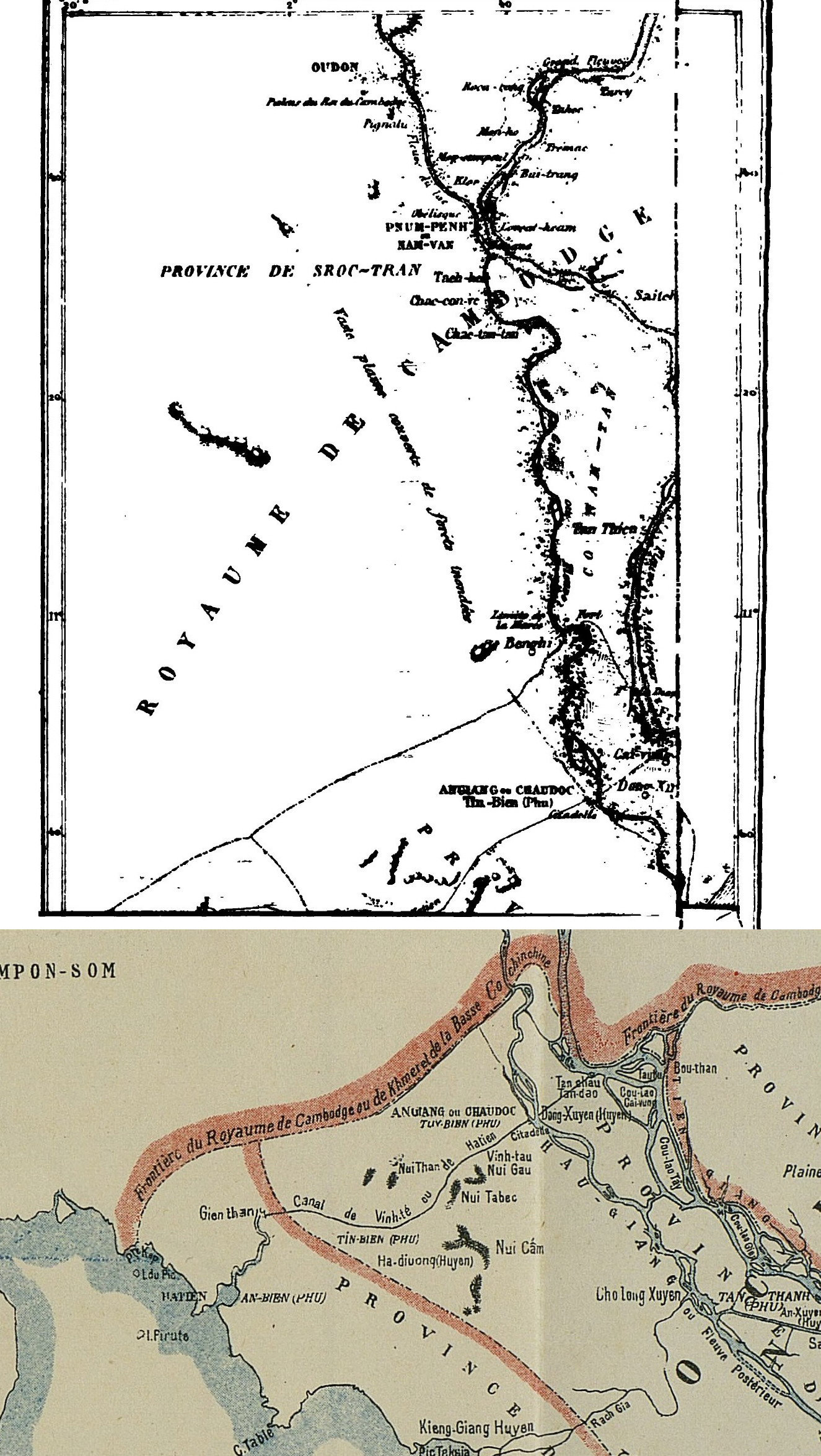
Phủ Tuy Biên (Tĩnh Biên) thời nhà Nguyễn vào năm 1861

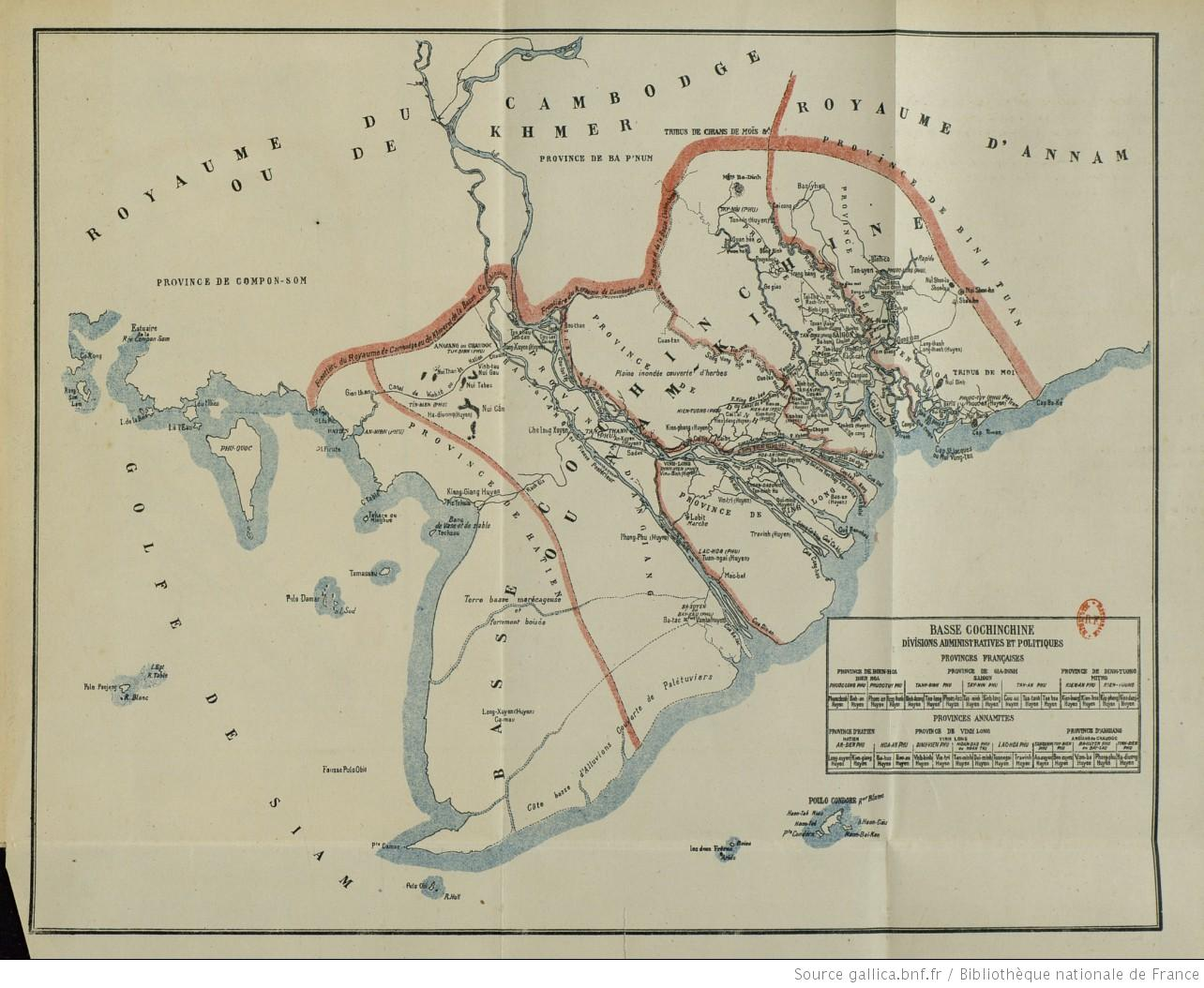
An Giang trong bản đồ Nam Kỳ Lục tỉnh (Basse Cochinchine)

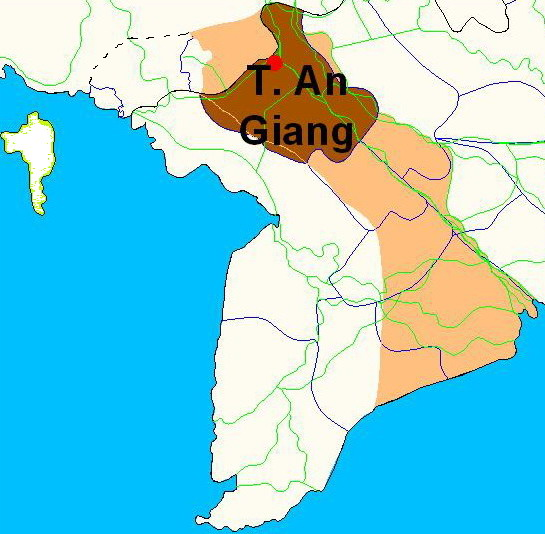
Tỉnh An Giang (giai đoạn 1844-1867)

Tỉnh An Giang, giai đoạn (1844-1867)
(Bản đồ Lục tỉnh)

An Giang và Hà Tiên thời nhà Nguyễn độc lập

Theo Đại Nam nhất thống chí của Quốc sử quán nhà Nguyễn thì, đất An Giang (Khmer: ខេត្តមាត់ជ្រូក) xưa là đất Tầm Phong Long nước Chân Lạp (vùng đất nằm giữa sông Tiền và sông Hậu). Đến năm 1757 (Đinh Sửu), quốc vương Chân Lạp là Nặc Tôn (Outey II) dâng đất này cho chúa Nguyễn. Từ thời thuộc Chân Lạp cho đến tận đầu nhà Nguyễn, đất An Giang còn hoang hóa, rất ít dân cư. Những năm đầu thời vua Gia Long, nhà Nguyễn mới tổ chức mộ dân đến khai hoang định cư, và cho thuộc vào trấn Vĩnh Thanh (1 trong 5 trấn của thành Gia Định). Năm Minh Mạng thứ 13 (1832), vua Minh Mạng chia trấn Vĩnh Thanh thành hai tỉnh An Giang và Vĩnh Long. Tỉnh An Giang (chữ Hán: 安江), đồng thời chia thành 2 phủ (với 4 huyện): phủ Tuy Biên (gồm 2 huyện: Tây Xuyên, Phong Phú), phủ Tân Thành (gồm 2 huyện: Đông Xuyên và Vĩnh An). Cùng lúc, đặt ra chức An-Hà tổng đốc thống lĩnh cả hai tỉnh An Giang và Hà Tiên, lỵ sở đặt tại tỉnh thành Châu Đốc của tỉnh An Giang. Địa bàn tỉnh An Giang dưới thời nhà Nguyễn rất rộng. So với địa giới hành chính ngày nay bao gồm toàn bộ tỉnh An Giang, thành phố Cần Thơ, Hậu Giang, Sóc Trăng, một phần tỉnh Đồng Tháp và huyện Giá Rai (thuộc tỉnh Bạc Liêu).
Tháng 4 năm 1824, Nặc Ông Chân (Ang Chan II), hiến tặng nhà Nguyễn thông qua Nguyễn Văn Thoại (để trả ơn ông Thoại), 3 vùng Chân Sum (còn gọi là Chân Thành hay Chân Chiêm, nằm giữa Giang Thành và Châu Đốc), Mật Luật (Ngọc Luật, cũng nằm giữa Giang Thành và Châu Đốc), Lợi Kha Bát (Prey Kabbas), Takeo). Nhà Nguyễn chỉ lấy 2 đất Chân Sum và Mật Luật (Mật Luật sau thành đất huyện Tây Xuyên). Chân Sum sau được phân vào hai huyện Hà Âm và Hà Dương từng thuộc phủ Tĩnh Biên (Tịnh Biên)/tỉnh Hà Tiên, trước khi chia về cho tỉnh An Giang.
An Giang là một trong sáu tỉnh đầu tiên ở Nam Kỳ (Nam Kỳ lục tỉnh) vào thời nhà Nguyễn độc lập, thành lập năm 1832 dưới triều vua Minh Mạng.

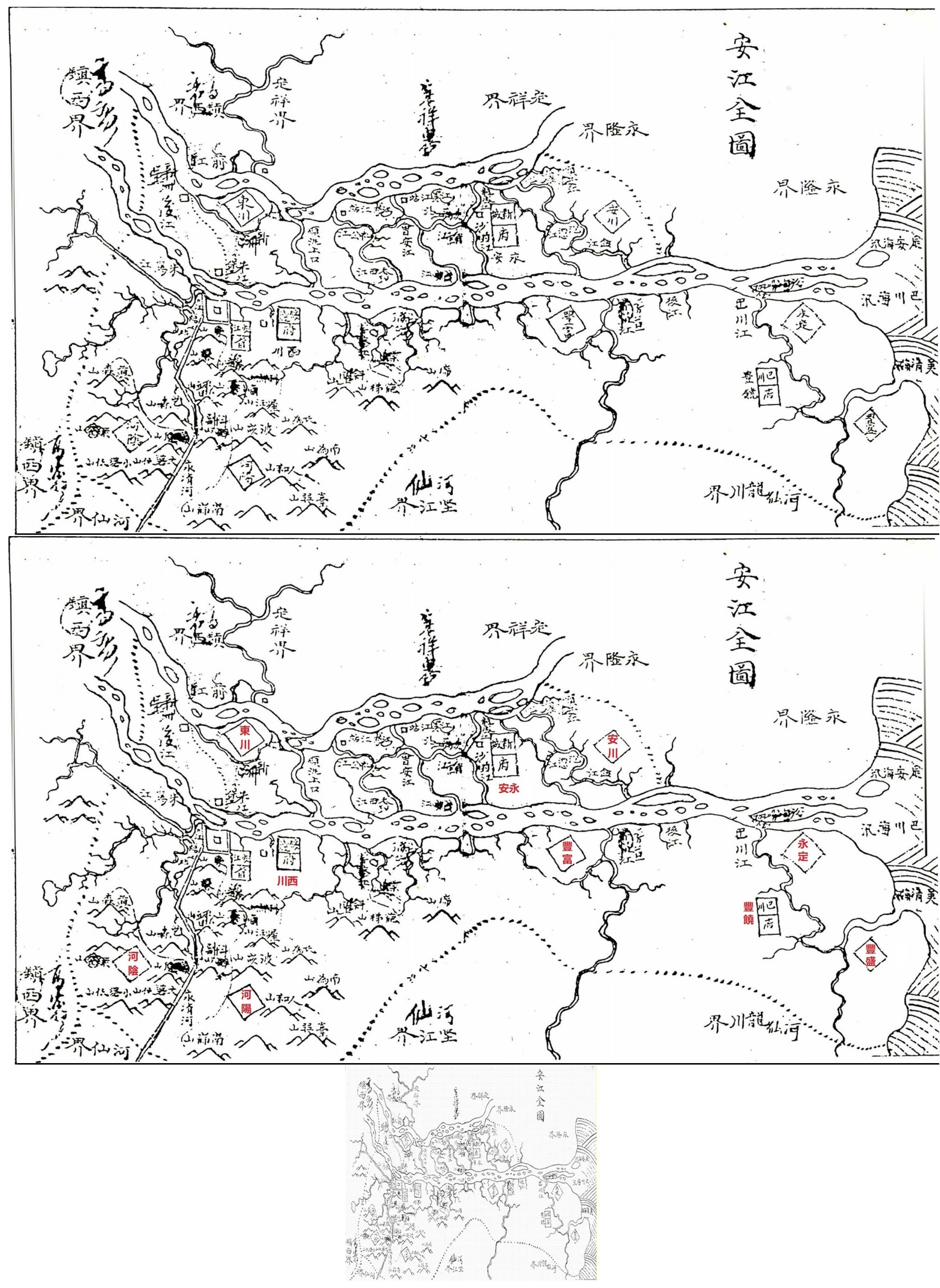
Bản đồ cổ tỉnh An Giang nhà Nguyễn có tên là An Giang toàn đồ (安江全圖) in trong địa bạ tỉnh An Giang năm 1836.

Năm 1833, tỉnh An Giang bị quân Lê Văn Khôi nổi dậy chiếm đóng, nhà Nguyễn phải điều binh đánh dẹp, cuối cùng Án sát  An Giang là Bùi Văn Lý lấy lại được tỉnh thành (Châu Đốc) từ tay của quân Khôi. Năm 1833-1834, quân nước Xiêm La, theo cầu viện của Lê Văn Khôi, tiến vào An Giang theo đường sông Cửu Long đánh nhà Nguyễn, bị quân nhà Nguyễn do Trương Minh Giảng, Nguyễn Xuân đánh bại trên sông Vàm Nao.
Năm Minh Mạng thứ 16 (1835), nhà Nguyễn lấy thêm đất Ba Thắc (Bassac, thuộc Cao Miên) sáp nhập vào An Giang và lập thành phủ Ba Xuyên. Đất Ba Thắc cũ chia thành 2 huyện Phong Nhiêu và Phong Thịnh. Đồng thời nhập thêm huyện Vĩnh Định của tỉnh Vĩnh Long vào phủ Ba Xuyên, khiến phủ Ba Xuyên có 3 huyện: Phong Nhiêu, Phong Thịnh và Vĩnh Định.
Phân chia hành chánh tỉnh An Giang năm 1836:
- Phủ Tân Thành:

-Huyện Vĩnh An:
-Tổng An Hội gồm 1 xã Sùng Văn và 4 thôn: An Tịch, Tân Lâm, Tân Qui Đông, Tân Xuân
-Tổng An Mỹ gồm 7 thôn: An Thuận, Phú An, Phú Hựu, Phú Nhơn, Tân An Đông, Tân Hựu, Tân Nhơn;
-Tổng An Thạnh gồm 7 thôn: Hội An, Mỹ An, Tân An Trung, Tân Đông, Tân Khánh, Tân Khánh Tây, Tân Mỹ;
-Tổng An Thới gồm 5 thôn: Nhơn Qưới, Tân Dương, Tân Long, Tân Thạnh, Vĩnh Thạnh;
-Tổng An Tĩnh gồm 3 thôn: Phú An Đông, Tân Thuận, Tân Tịch;
-Tổng An Trung gồm 6 thôn: Bình Tiên, Tân Phú Đông, Tân Phú Trung, Tân Phú, Tân Qui Tây, Vĩnh Phước;
-Tổng An Trường gồm 8 thôn: Định Hòa, Đông Thành, Đông Thành Trung, Kim Bồn, Mỹ Thuận, Phù Ly, Tân Lộc Trung, Tân Phong;
-Huyện Vĩnh Định:
-Tổng Định An gồm 3 thôn: Đông Phú, Long Hưng, Phú Mỹ Đông;
-Tổng Định Bảo gồm 8 thôn: Nhơn Ái, Tân An, Tân Lợi, Tân Thạnh Đông, Thới Bình, Thường Thạnh, Thường Thạnh Đông, Trường Thành;
-Tổng Định Khánh gồm 11 thôn: An Khánh, An Thạnh Nhì, An Thạnh Nhứt, Châu Hưng, Châu Khánh, Đại Hòa, Đại Hữu, Đại Thạnh, Hòa Mỹ, Phong Phú, Phú Hữu;
-Tổng Định Thới gồm 6 thôn: Bình Thủy, Phú Long, Tân Lộc Đông, Thới An, Thới An Đông, Thới Hưng;
- Phủ Tuy Biên:

-Huyện Đông Xuyên:
-Tổng An Lương gồm 12 thôn: Bình Thạnh Đông, Hòa Thạnh, Lý Nhơn, Mỹ Hội Đông, Nhơn An, Nhơn Lương, Tân Hưng, Toàn Đức, Vĩnh Hậu, Vĩnh Lộc, Vĩnh Toàn, Mỹ Lương;
-Tổng An Phú gồm 7 thôn: An Hòa, Bình Hòa Tây, Nhơn Hòa, Tân Bình, Định An, Long Hậu, Tân Lộc;
-Tổng An Thành gồm 10 thôn: Long Hưng, Long Khánh, Long Sơn, Phú Lâm, Tân An, Tân Thiện, Vĩnh Hòa, Vĩnh Lạc, Vĩnh Lợi, Vĩnh Xương;
-Tổng An Toàn gồm 9 thôn: Kiến Long, Kiến Thạnh, Mỹ Chánh, Mỹ Hưng, Mỹ Long, Mỹ Phú, Toàn Đức, Toàn Đức Đông, Tú Điền;
-Huyện Tây Xuyên:
-Tổng Châu Phú gồm 29 thôn: An Nông, An Thạnh, Bình Thạnh, Hưng An, Khánh An, Long Thạnh, Nhơn Hòa, Nhơn Hội, Phú Cường, Thân Nhơn Lý, Thới Hưng, Vĩnh Bảo, Vĩnh Điều, Vĩnh Hội, Vĩnh Khánh, Vĩnh Lạc, Vĩnh Nguơn, Vĩnh Phước, Vĩnh Tế Sơn, Vĩnh Thành, Vĩnh Thạnh, Vĩnh Thọ, Vĩnh Thông, Vĩnh Trung, Vĩnh Trường, Châu Phú, Vĩnh Gia, Vĩnh Hòa Trung, Vĩnh Lạc Trung;
-Tổng Định Phước gồm 9 thôn: Mỹ Phước, Mỹ Thạnh, Tân Thuận Đông, Thạnh Hòa Trung, Thoại Sơn, Thới Thuận, Vĩnh Chánh, Vĩnh Phú, Vĩnh Trinh;
-Tổng Định Thành gồm 6 thôn: Bình Đức, Bình Hòa Trung, Bình Lâm, Bình Mỹ, Vĩnh Thạnh Trung, Vĩnh Thuận.
Năm Minh Mạng thứ 20 (1839), nhà Nguyễn đặt thêm huyện An Xuyên (tách từ phần đất huyện Vĩnh An ra) lệ thuộc vào phủ Tân Thành. Cùng năm này, nhà Nguyễn còn cắt đất huyện Chân Thành phủ Chân Chiêm thuộc Trấn Tây Thành (xứ Cao Miên do nhà Nguyễn bảo hộ) hợp với phần đất cắt từ huyện Tây Xuyên để lập hai huyện Hà Dương (ở bờ Nam sông Vĩnh Tế) và Hà Âm (ở bờ Bắc sông Vĩnh Tế) của tỉnh Hà Tiên (sau chuyển sang tỉnh An Giang), nhập thêm thổ huyện Ô Môn (tên gọi cũ của vùng đất thuộc Cao Miên (Trấn Tây Thành) có nhiều người Khmer sinh sống) vào thành huyện Phong Phú, thổ huyện Mật Luật (Ngọc Luật) của Trấn Tây Thành vào huyện Tây Xuyên.
Năm Thiệu Trị thứ 2 (1842), Thiệu Trị trích phủ Tĩnh Biên cùng huyện Hà Dương của tỉnh Hà Tiên, sáp nhập vào An Giang. Năm 1844, trích thêm huyện Hà Âm của tỉnh Hà Tiên nhập vào phủ Tĩnh Biên, lúc này phủ Tĩnh Biên gồm các huyện Hà Âm, Hà Dương. Năm Tự Đức thứ 3 (1850), nhà Nguyễn bỏ phủ Tĩnh Biên, cho nhập 2 huyện Hà Âm và Hà Dương vào phủ Tuy Biên. Vào thời vua Tự Đức tỉnh An Giang gồm có 3 phủ với 10 huyện: Hà Âm, Hà Dương, Phong Phú, Tây Xuyên, Đông Xuyên, Vĩnh An, An Xuyên, Phong Nhiêu, Phong Thịnh, Vĩnh Định.
- Phủ Tuy Biên (绥边):

- Huyện Hà Âm, trước là đất huyện Châu Thành nước Cao Miên, gồm 2 tổng (có thể là 2 tổng với tên là Thành Tín và Quy Đức, sau này được tổ chức lại thành 2 tổng nằm ngay bên bờ kênh Vĩnh Tế của tỉnh Châu Đốc năm 1901) với 40 làng xã (Vĩnh Thông, Vĩnh Bảo, Vĩnh Lạc, Vĩnh Gia, Vĩnh Điều, Thân Nhơn Lý...), phía tây giáp huyện Hà Châu tỉnh Hà Tiên, phía nam giáp huyện Hà Dương, phía đông giáp huyện Tây Xuyên, phía bắc giáp nước Cao Miên. Theo Đại Nam nhất thống chí: huyện Hà Âm nằm bên trái (tả, tức bờ phía tây bắc) sông Vĩnh Tế. Như vậy, vào thời này, vùng đất huyện Hà Âm thuộc phần đất giáp biên giới của Campuchia với Việt Nam, tức là phần đất huyện Kiri Vong, và có thể cả phần đất các huyện Kaoh Andaet, Bourei Cholsar thuộc tỉnh Takeo, Campuchia.
-Huyện Hà Dương (河陽), nguyên là đất huyện Chân Thành nước Cao Miên, gồm 4 tổng (Thành Tâm, Thành Ý, Thành Lễ, Thành Ngãi (hay Thành Nghĩa)) với 40 làng xã (Vĩnh Quới, Hưng Nhượng, An Nông, An Thạnh, Phú Thạnh, Nhơn Hòa, Thới Sơn, Tà Đảnh, Thuyết Nạp, Trát Quan, Tu Tế, Văn Giáo, Vĩnh Trung, Xuân Tô, An Cư, Ba Chút, Bích Trì, Bôn Ca, Châu Lăng, Lê Huất, Lương Đô, Phi Yên, Trầm Văn, An Tức, Đôn Hậu, Giai Âm, Nam Qui, Phi Cấm, Tri Tôn, Cô Tô, Nam Chỉ, Ngôn Nạp, Ô Lâm,...), phía tây giáp huyện Hà Châu tỉnh Hà Tiên, phía nam giáp huyện Kiên Giang tỉnh Hà Tiên, phía đông giáp huyện Tây Xuyên, phía bắc giáp huyện Hà Âm. Đất huyện Hà Dương vào thời nay thuộc các huyện Châu Thành, Thoại Sơn, Tịnh Biên và Tri Tôn của tỉnh An Giang.
-Huyện Phong Phú (豐富) từng là đất huyện Vĩnh Định và đất thổ huyện Ô Môn (của Cao Miên), gồm 3 tổng với 31 làng xã, phía tây giáp huyện Kiên Giang tỉnh Hà Tiên, phía nam giáp huyện Vĩnh Định (phủ Ba Xuyên), phía bắc giáp 2 huyên Tây Xuyên và An Xuyên (phủ Tân Thành). Đất huyện Phong Phú nay có thể là đất thuộc các quận huyện Thốt Nốt, Ô Môn,... của thành phố Cần Thơ. Đại Nam nhất thống chí chép: "Sông Cần Thơ ở bờ Tây sông Hậu, cách huyện Phong Phú 3 dặm về phía đông,..., bờ phía tây là thủ sở đạo Trấn Giang cũ,..."
-Huyện Tây Xuyên (西川) nguyên là đất đạo Châu Đốc cùng huyện Vĩnh Định và thổ huyện Mật Luật (của Cao Miên), nằm ở bờ Tây sông Hậu, gồm 3 tổng (Châu Phú, Định Thành, Định Phước) với 38 làng xã, phía tây giáp huyện Hà Dương, phía nam giáp huyện Long Xuyên tỉnh Hà Tiên, phía đông và phía bắc giáp huyện Đông Xuyên (phủ Tân Thành). Đất huyện Tây Xuyên nay có thể là đất thuộc các huyện thị Châu Đốc, An Phú, Châu Phú, Châu Thành, thành phố Long Xuyên,... của tỉnh An Giang.
- Phủ Tân Thành (新成):

-Huyện Đông Xuyên nguyên là đất huyện Vĩnh Định (gồm đạo Tân Châu) nằm ở phía đông sông Hậu Giang (giữa sông Tiền và sông Hậu), gồm 4 tổng với 33 làng xã, phía tây và phía nam giáp huyện Tây Xuyên, phía đông giáp các huyện Kiến Đăng, (Kiến Phong) tỉnh Định Tường, phía bắc giáp nước Cao Miên. Đất huyện Đông Xuyên nay có thể là thuộc đất các huyện thị Tân Châu, An Phú, Phú Tân,... của tỉnh An Giang.
-Huyện Vĩnh An (永安) gồm 4 tổng với 36 làng xã, phía tây giáp huyện Phong Phú, phía nam và phía đông giáp huyện An Xuyên, phía bắc giáp huyện Kiến Phong tỉnh Định Tường. Đất huyện Vĩnh An có thể nay là đất thuộc huyện Chợ Mới và một số huyện phía nam tỉnh Đồng Tháp (nằm giữa sông Tiền và sông Hậu) là: Lấp Vò, Lai Vung, Sa Đéc (đạo Đông Khẩu). Theo Đại Nam nhất thống chí thì đạo Đông Khẩu ở bờ Nam sông Sa Đéc thuộc địa phận huyện Vĩnh An.
-Huyện An Xuyên (安川) gồm 3 tổng với 25 làng xã, phía tây giáp huyện Phong Phú, phía nam giáp huyện Vĩnh Định, phía đông giáp tỉnh Vĩnh Long, phía bắc giáp tỉnh Định Tường. Đất huyện An Xuyên có thể nay thuộc các huyện thị phía nam tỉnh Đồng Tháp (nằm giữa sông Tiền và sông Hậu) là: Lấp Vò, Lai Vung, Châu Thành... và có thể là cả đất huyện Bình Minh tỉnh Vĩnh Long ngày nay.
- Phủ Ba Xuyên (巴川):

-Huyện Vĩnh Định (永定) nguyên trước là huyện Vĩnh Định tỉnh Vĩnh Long nhà Nguyễn sau cắt sang An Giang, gồm 4 tổng (Định Thới, Định An, Định Khánh, và Trấn Giang (tức Cần Thơ)) với 19 làng xã, phía tây giáp huyện Phong Nhiêu, phía nam giáp huyện Phong Thịnh, phía đông và phía bắc giáp tỉnh Vĩnh Long nhà Nguyễn. Đất huyện Vĩnh Định nay có thể là vùng đất giáp bờ sông Hậu thuộc các tỉnh Hậu Giang (chủ yếu), Sóc Trăng (một phần).
-Huyện Phong Nhiêu (豐饒), gồm 3 tổng với 17 làng xã, phía tây giáp huyện Kiên Giang tỉnh Hà Tiên, phía nam giáp biển Đông, phía đông và phía bắc giáp huyện Vĩnh Định. Nay đất huyện Phong Nhiêu có thể thuộc phần phía tây 2 tỉnh Hậu Giang và Sóc Trăng, cùng phần phía đông hay toàn bộ tỉnh Bạc Liêu.
-Huyện Phong Thịnh (豐盛), đến năm Tự Đức thứ 3 (1850) bị nhập vào cùng huyện Vĩnh Định với sự kiêm quản của phủ lỵ nên bị xóa tên. Toàn bộ đất huyện Phong Thịnh có thể là nằm trọn vẹn trong địa bàn tỉnh Sóc Trăng ngày nay.
Các tổng đốc An Giang-Hà Tiên của nhà Nguyễn:
| - Trương Minh Giảng nhiệm kỳ 1832-1836 - Lê Đại Cương (có tội, bị cách chức) - Trương Minh Giảng nhiệm kỳ: 3(âm)/1838 - 1840 - Dương Văn Phong nhiệm kỳ: 9(âm)/1840 - 3(âm)/1841 (bi cách chức) - Nguyễn Văn Chương (tức Nguyễn Tri Phương) tuần phủ kiêm quyền hộ lý tổng đốc 1841 - Phạm Văn Điển nhiệm kỳ 1841-1842 (ốm chết) - Nguyễn Công Nhàn nhiệm kỳ 1842-1844 (bị cách chức) | - Nguyễn Văn Chương (tức Nguyễn Tri Phương) nhiệm kỳ 1844-1845 - Tôn Thất Bạch nhiệm kỳ 1845-1847 - Doãn Uẩn nhiệm kỳ 1847-1850 (ốm chết) - Cao Hữu Bằng (Cao Hữu Dực) nhiệm kỳ 1850-1859 (ốm chết) - Nguyễn Công Nhàn nhiệm kỳ 1859-1861 (bị cách chức) - Phan Khắc Thận (1861-1867 (khi Pháp chiếm An Giang) |

Các Tuần phủ (tỉnh trưởng) An Giang nhà Nguyễn
| - Lê Đại Cương nhiệm kỳ 1832-1836 - Dương Văn Phong nhiệm kỳ 1838-1840 - Nguyễn Tri Phương 1841 - Nguyễn Công Trứ nhiệm kỳ 1842-1844 | - Doãn Uẩn nhiệm kỳ 1844-1847 - Cao Hữu Dực 1847-1850 - Phan Khắc Thận 1859-1861 - Lê Đức |

### Tỉnh Long Xuyên và tỉnh Châu Đốc thời Pháp thuộc

An Giang thời Pháp thuộc bị chia nhỏ (1878) vào các tỉnh: Châu Đốc, Long Xuyên, Sa Đéc, Cần Thơ và Sóc Trăng

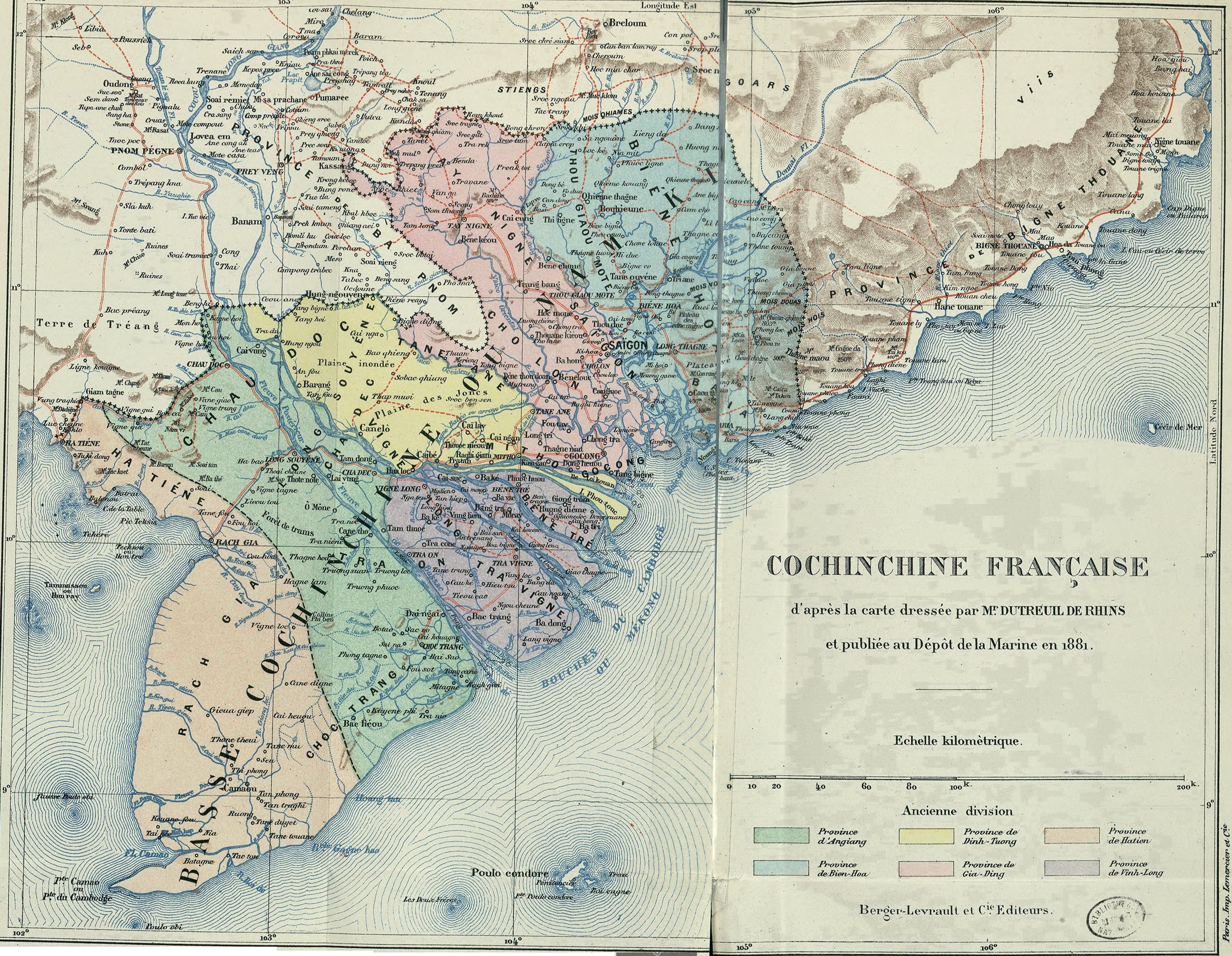
Nam Kỳ thuộc Pháp (Basse Cochinchine Francaise) khoảng năm 1881

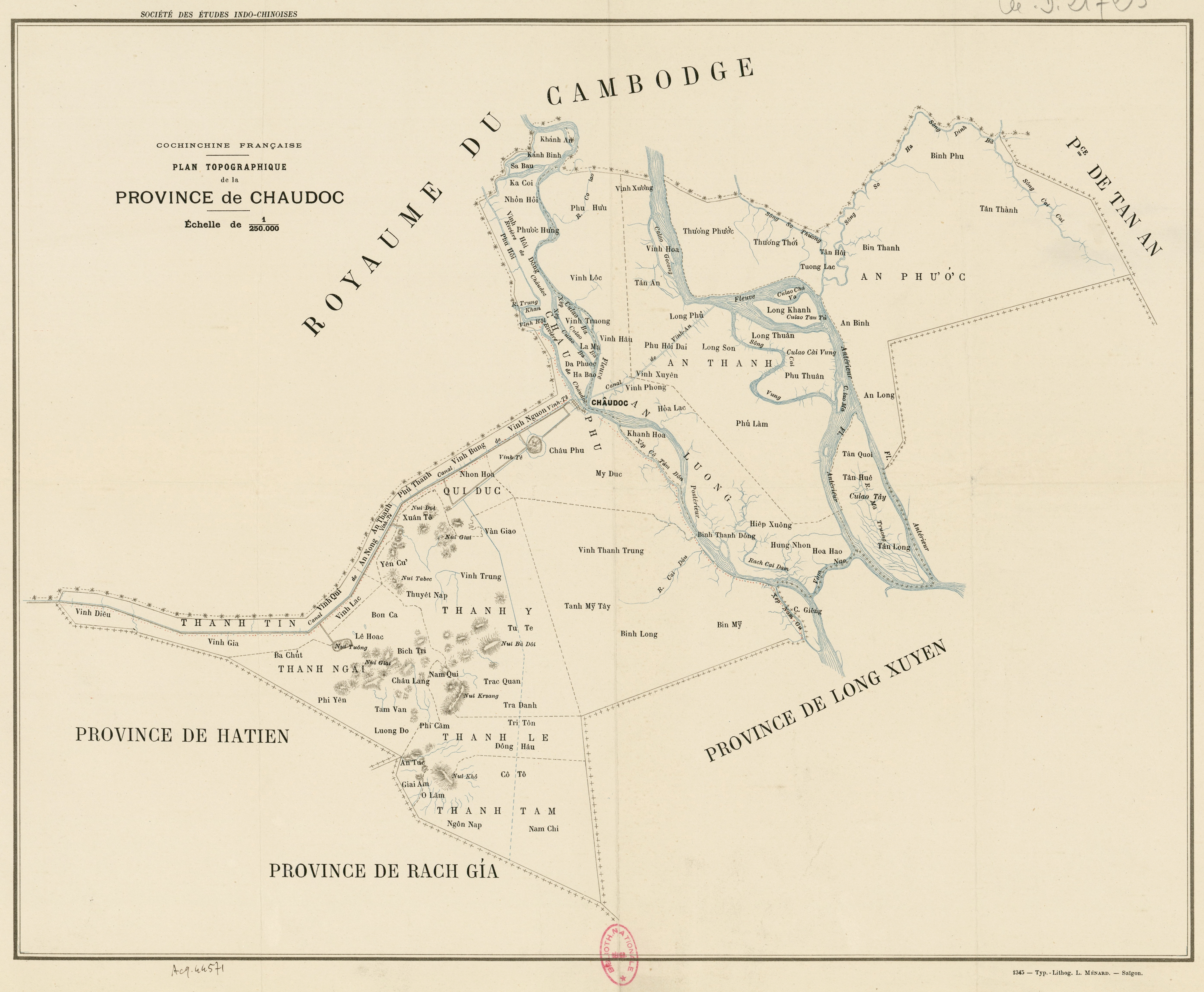
Bản đồ tỉnh Châu Đốc của Nam Kỳ thuộc Pháp năm 1890

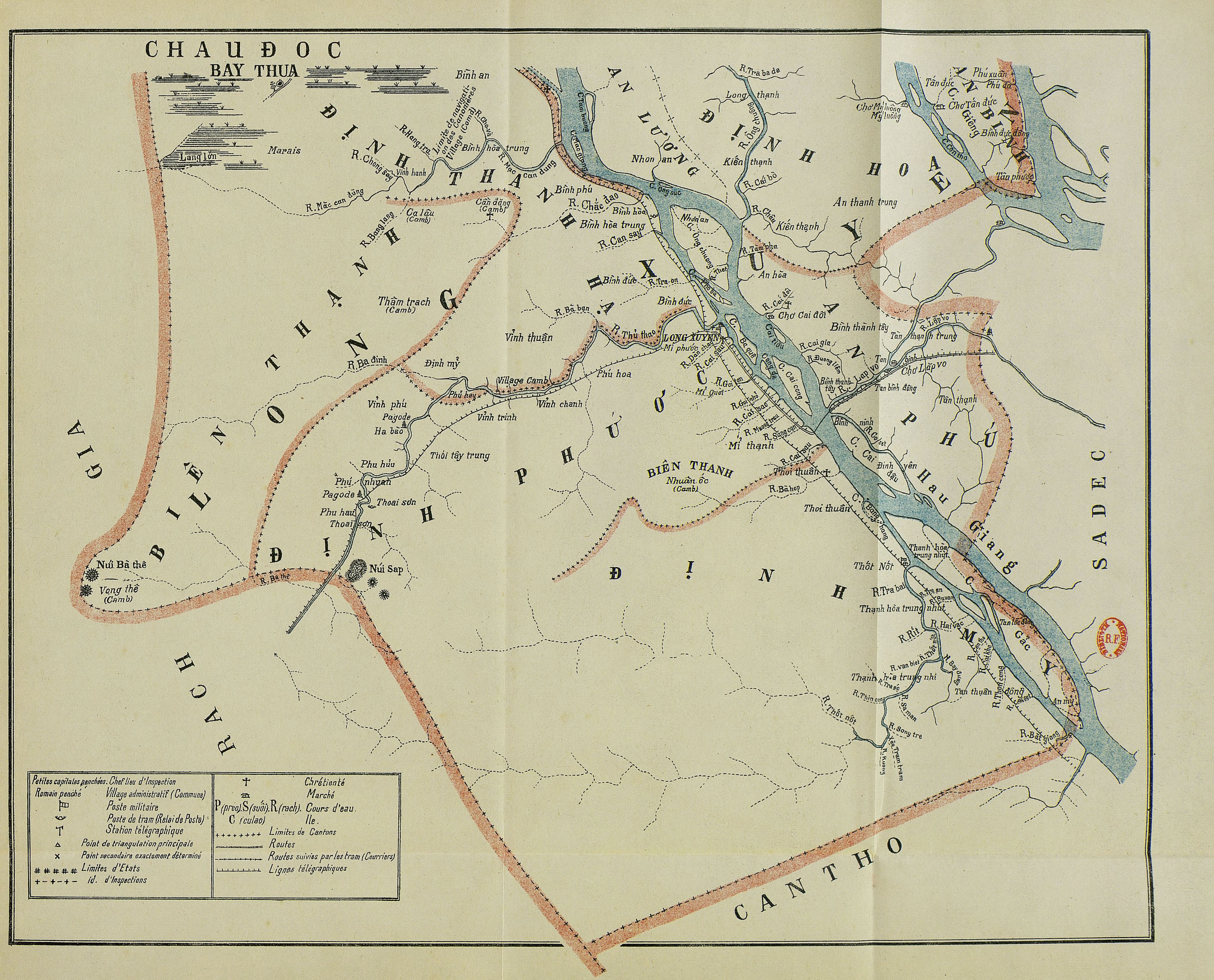
Bản đồ tỉnh Long Xuyên của Nam Kỳ thuộc Pháp năm 1901

Năm 1868, thực dân Pháp chiếm nốt 3 tỉnh miền Tây Nam Kỳ là An Giang, Vĩnh Long và Hà Tiên. Lúc này, thực dân Pháp dần xóa bỏ tên gọi tỉnh An Giang cùng hệ thống hành chính phủ huyện cũ thời nhà Nguyễn ở khu vực này, đồng thời cũng đặt ra các hạt Thanh tra. Theo đó, tỉnh An Giang bị đổi tên thành tỉnh Châu Đốc, do lấy theo tên gọi nơi đặt lỵ sở của tỉnh là thành Châu Đốc. Tỉnh Châu Đốc khi đó gồm các hạt Thanh tra, vốn lấy tên gọi theo địa điểm nơi đặt lỵ sở như: hạt Châu Đốc (phủ Tuy Biên cũ), hạt Sa Đéc (phủ Tân Thành cũ) và hạt Ba Xuyên (phủ Ba Xuyên cũ):
- Hạt Châu Đốc (phủ Tuy Biên cũ), đặt lỵ sở tại Châu Đốc, gồm 2 huyện: Đông Xuyên và Hà Dương
- Hạt Sa Đéc (phủ Tân Thành cũ), đặt lỵ sở tại Sa Đéc, gồm 3 huyện: An Xuyên, Vĩnh An và Phong Phú
- Hạt Ba Xuyên (phủ Ba Xuyên cũ), đặt lỵ sở tại Sóc Trăng, gồm 3 huyện: Vĩnh Định, Phong Nhiêu và Phong Thạnh

Sau này, hạt Thanh tra Ba Xuyên cũng được đổi tên thành hạt Thanh tra Sóc Trăng. Về sau, hạt Thanh tra Châu Đốc cũng tách ra để thành lập thêm hạt Thanh tra Long Xuyên; hạt Thanh tra Sa Đéc tách ra hợp với một phần đất thuộc tỉnh Vĩnh Long trước đây để thành lập hạt Thanh tra Trà Ôn. Một năm sau, Tòa Bố chính từ Trà Ôn lại dời về Cái Răng.
Ngày 5 tháng 6 năm 1871, hạt Thanh tra Long Xuyên và hạt Thanh tra Châu Đốc nhận thêm phần đất đai thuộc địa bàn tổng Phong Thạnh vốn thuộc huyện Kiến Phong, tỉnh Định Tường vào thời nhà Nguyễn độc lập như sau:
- Hạt Châu Đốc: lấy phần đất 3 làng An Bình, An Long và Tân Thạnh thuộc tổng Phong Thạnh, huyện Kiến Phong. Phần đất này nằm ở phía tây bắc Đồng Tháp Mười, sau gọi là tổng An Phước thuộc hạt Châu Đốc.
- Hạt Long Xuyên: lấy địa phận các làng Tân Phú, Tân Thạnh của tổng Phong Thạnh, huyện Kiến Phong để lập tổng mới gọi là tổng Phong Thạnh Thượng thuộc hạt Long Xuyên.

Theo Nghị định ngày 5 tháng 1 năm 1876, thực dân Pháp bỏ hẳn hệ thống Nam Kỳ lục tỉnh thời nhà Nguyễn, đồng thời các hạt Thanh tra được thay bằng hạt tham biện (arrondissement), các thôn đổi thành làng. Vùng đất Nam Kỳ lúc này bị chia thành 4 khu vực hành chính (circonscription) do thực dân Pháp đặt ra, trong đó có khu vực Bassac (Hậu Giang) cai quản các hạt tham biện: Châu Đốc, Hà Tiên, Long Xuyên, Rạch Giá, Trà Ôn và Sóc Trăng. Tuy nhiên, hạt tham biện Sa Đéc lại thuộc về khu vực Vĩnh Long. Ngày 23 tháng 2 năm 1876, Thống đốc Nam Kỳ ra Nghị định mới lấy huyện Phong Phú và một phần huyện An Xuyên và Tân Thành để lập hạt Cần Thơ với thủ phủ là Cần Thơ. Hạt Cần Thơ thuộc khu vực Bassac (Hậu Giang).
Năm 1882, thiết lập hạt tham biện Bạc Liêu trên cơ sở tách 3 tổng Quảng Long, Quảng Xuyên và Long Hưng của hạt tham biện Rạch Giá hợp với 2 tổng Thạnh Hòa và Thạnh Hưng tách từ hạt tham biện Sóc Trăng chuyển sang. Lỵ sở Bạc Liêu thuộc địa bàn tổng Thạnh Hòa vốn trước đó thuộc hạt tham biện Sóc Trăng. Như vậy địa bàn tỉnh An Giang cũ gồm các hạt tham biện Sa Đéc, Châu Đốc, Long Xuyên, Cần Thơ, Sóc Trăng và Bạc Liêu nằm trong 2 khu vực Vĩnh Long và Bassac (Hậu Giang).
Ngày 12 tháng 8 năm 1888, hạt tham biện Rạch Giá bị giải thể, nhập vào hạt tham biện Long Xuyên. Ngày 27 tháng 12 năm 1892, thực dân Pháp lại tái lập hạt tham biện Rạch Giá. Năm 1888, Hà Tiên cho thuộc về hạt tham biện Châu Đốc, đến cuối năm 1892 lại phục hồi hạt tham biện Hà Tiên.
Theo Nghị định của Toàn quyền Đông Dương vào ngày 20 tháng 12 năm 1899 thì kể từ ngày 1 tháng 1 năm 1900, đổi tất cả các hạt ở Nam Kỳ thành tỉnh. Địa bàn tỉnh An Giang cũ chia ra thành 6 tỉnh giống như thời kỳ trước đây: Châu Đốc, Long Xuyên, Sa Đéc, Cần Thơ, tỉnh Sóc Trăng và Bạc Liêu. Tình hình đó kéo dài cho đến năm 1956.
Vào thời Pháp thuộc, vùng đất tỉnh An Giang ngày nay (thuộc Nhà nước Cộng hòa Xã hội Chủ nghĩa Việt Nam) là phần đất thuộc Châu Đốc và Long Xuyên. Phần đất của hai tỉnh này khi đó còn bao gồm cả một phần đất thuộc về tỉnh Đồng Tháp ngày nay.
Năm 1903, tỉnh Châu Đốc ban đầu có 3 quận: Tân Châu, Tri Tôn và Tịnh Biên. Năm 1917, Châu Đốc thành lập thêm quận Châu Thành, đến năm 1919 thì đổi tên là quận Châu Phú. Tuy nhiên năm 1939 lại đổi về tên quận Châu Thành như cũ. Ngày 19 tháng 12 năm 1929, thực dân Pháp lập thêm quận Hồng Ngự thuộc do tách ra từ quận Tân Châu cùng tỉnh.
Tỉnh lỵ Châu Đốc đặt tại làng Châu Phú thuộc tổng Châu Phú, quận Châu Thành. Từ ngày 9 tháng 2 năm 1913 đến ngày 9 tháng 2 năm 1924, tỉnh Hà Tiên bị giải thể, trở thành một quận thuộc tỉnh Châu Đốc. Sau đó, lại tách ra trở thành tỉnh Hà Tiên độc lập như trước.
Năm 1917, thực dân Pháp cho thành lập ở tỉnh Long Xuyên 3 quận trực thuộc: Châu Thành, Chợ Mới và Thốt Nốt. Năm 1953, tỉnh Long Xuyên thành lập thêm hai quận mới là Núi Sập và Lấp Vò. Quận Thoại Sơn được thành lập do tách tổng Định Phú ra khỏi quận Châu Thành; quận Lấp Vò được thành lập do tách tổng An Phú ra khỏi quận Thốt Nốt cùng tỉnh.
Tỉnh lỵ Long Xuyên thuộc khu vực hai làng Bình Đức và Mỹ Phước cùng thuộc tổng Định Phước, quận Châu Thành. Dựa theo các Sắc lệnh ngày 31 tháng 1 năm 1935 và 16 tháng 12 năm 1938, thị xã Long Xuyên trực thuộc tỉnh Long Xuyên được thành lập bao gồm phần đất nội ô tỉnh lỵ trước đó. Ngày 29 tháng 12 năm 1952, chính quyền Quốc gia Việt Nam thân Pháp quyết định công nhận đô thị tỉnh lỵ Long Xuyên trở thành thị xã hỗn hợp (commune mixte) trực thuộc tỉnh Long Xuyên.

### Giai đoạn 1945-1954
Sau Cách mạng tháng 8 năm 1945, tỉnh Châu Đốc và tỉnh Long Xuyên nằm trong danh sách 21 tỉnh ở Nam Bộ. Lúc này, Ủy ban Kháng chiến Hành chánh Nam bộ chủ trương bỏ cấp tổng, bỏ đơn vị làng, thống nhất gọi là xã, đồng thời bỏ danh xưng quận, gọi thay thế bằng huyện. Chính quyền Việt Nam Cộng hòa đến năm 1956 cũng thống nhất dùng danh xưng là xã, tuy nhiên vẫn gọi là quận cho đến năm 1975.
Ngày 19 tháng 5 năm 1947, Chính phủ lâm thời Cộng hòa Nam Kỳ tự trị thân Pháp quyết định tách đất quận Thốt Nốt để lập thêm quận Lấp Vò ban đầu cùng thuộc tỉnh Long Xuyên; quận lỵ đặt tại Lấp Vò (thuộc làng Bình Đông). Ngày 14 tháng 5 năm 1949, chính quyền Việt Minh lại quyết định tách quận Lấp Vò ra khỏi tỉnh Long Xuyên để nhập vào tỉnh Sa Đéc.
Ngày 12 tháng 9 năm 1947, theo chỉ thị số 50/CT của Ủy ban kháng chiến hành chính Nam Bộ (chính quyền Việt Nam Dân chủ Cộng hòa), lúc bấy giờ có sự thay đổi sắp xếp hành chính của tỉnh Châu Đốc và Long Xuyên, thành lập các tỉnh mới có tên là Long Châu Tiền và Long Châu Hậu như sau:
- Tỉnh Long Châu Tiền nằm ở phía bờ trái (tả ngạn) sông Hậu, hai bên sông Tiền, thuộc khu 8 và có 5 huyện: Tân Châu, Hồng Ngự, Chợ Mới, Châu Phú B và Lấp Vò. Ngày 14 tháng 5 năm 1949, huyện Lấp Vò được trả về tỉnh Sa Đéc. Cũng trong năm đó, huyện Tân Châu của tỉnh Long Châu Tiền chia thành 2 huyện mới là Phú Châu và Tân Châu.
- Tỉnh Long Châu Hậu nằm ở phía bờ phải (hữu ngạn) sông Hậu và có 6 huyện: Tịnh Biên, Tri Tôn, Thốt Nốt, Thoại Sơn, Châu Phú A và Châu Thành (bao gồm 2 tỉnh lỵ Long Xuyên và Châu Đốc). Năm 1949, chính quyền Cách mạng giao huyện Thốt Nốt về cho tỉnh Cần Thơ, đến năm 1954 lại trả huyện Thốt Nốt về cho tỉnh Long Xuyên quản lý trở lại như trước.

Tháng 10 năm 1950 tỉnh Long Châu Hậu hợp nhất với Hà Tiên thành tỉnh Long Châu Hà, gồm 8 huyện: Tịnh Biên, Tri Tôn, Châu Phú A, Châu Thành, Thoại Sơn, Thốt Nốt, Giang Châu (hợp nhất hai huyện Giang Thành và Châu Thành của tỉnh Hà Tiên cũ), Phú Quốc. Tháng 7 năm 1951, hợp nhất 2 huyện Tri Tôn và Tịnh Biên thành huyện Tịnh Biên; hợp nhất 2 huyện Châu Thành và Thoại Sơn thành huyện Châu Thành.
Tháng 6 năm 1951, tỉnh Long Châu Tiền hợp nhất với tỉnh Sa Đéc thành tỉnh Long Châu Sa, gồm 7 huyện: Châu Thành của tỉnh Sa Đéc cũ), Lai Vung, Cao Lãnh, Tân Hồng, Tân Châu, Phú Châu, Chợ Mới. Trong đó, hai huyện Tân Hồng và Tân Châu vốn là hai huyện Hồng Ngự và Tân Châu của tỉnh Long Châu Tiền trước đó. Tháng 7 năm 1951, nhập huyện Lấp Vò vào tỉnh Long Châu Sa.
Tuy nhiên, tên các tỉnh Long Châu Tiền, Long Châu Hậu, Long Châu Sa và Long Châu Hà không được chính quyền Quốc gia Việt Nam của Bảo Đại và chính quyền Việt Nam Cộng hòa công nhận.
Năm 1953, chính quyền Quốc gia Việt Nam thân Pháp lại quyết định thành lập thêm tại Long Xuyên một quận mới là quận Núi Sập, với quận lỵ đặt tại Núi Sập (thuộc làng Thoại Giang) do tách tổng Định Phú ra khỏi quận Châu Thành cùng tỉnh.
Năm 1954, chính quyền Việt Minh giải thể các tỉnh Long Châu Sa và Long Châu Hà, đồng thời khôi phục lại các tỉnh Châu Đốc, Long Xuyên, Sa Đéc và Hà Tiên như cũ.

### Việt Nam Cộng hòa
Ban đầu, chính quyền Quốc gia Việt Nam và sau đó là Việt Nam Cộng hòa vẫn duy trì tên gọi Long Xuyên và Châu Đốc như thời Pháp thuộc.
Năm 1955, tỉnh Châu Đốc có 5 quận gồm: Châu Thành, Tân Châu, Tri Tôn, Tịnh Biên, Hồng Ngự trong đó tất cả 70 xã. Tỉnh Long Xuyên có 4 quận gồm: Châu Thành, Chợ Mới, Núi Sập, Thốt Nốt với tổng cộng 47 xã.
Sau năm 1956, các làng gọi là xã. Ngày 17 tháng 2 năm 1956, chính quyền Việt Nam Cộng hòa tách quận Hồng Ngự (có cả cù lao Tây) ra khỏi tỉnh Châu Đốc và tổng Phong Thạnh Thượng ra khỏi quận Chợ Mới, tỉnh Long Xuyên để cùng nhập vào tỉnh Phong Thạnh mới thành lập (sau đó lại đổi tên thành tỉnh Kiến Phong, ngày nay là tỉnh Đồng Tháp).
Ngày 22 tháng 10 năm 1956, Tổng thống Việt Nam Cộng hòa Ngô Đình Diệm ký Sắc lệnh 143/VN để " thay đổi địa giới và tên Đô thành Sài Gòn – Chợ Lớn cùng các tỉnh và tỉnh lỵ tại Việt Nam". Địa giới và địa danh các tỉnh ở miền Nam thay đổi nhiều, một số tỉnh mới được thành lập. Theo Sắc lệnh này, địa phận Việt Nam Cộng hòa gồm Đô thành Sài Gòn và 22 tỉnh. Lúc này tỉnh Châu Đốc và tỉnh Long Xuyên được sáp nhập để thành lập tỉnh mới có tên là tỉnh An Giang. Tỉnh lỵ tỉnh An Giang đặt tại Long Xuyên và vẫn giữ nguyên tên là "Long Xuyên", về mặt hành chánh thuộc địa bàn xã Phước Đức, quận Châu Thành. Ngày 14 tháng 1 năm 1959, xã Phước Đức bị giải thể, sáp nhập vào địa bàn hai xã Mỹ Phước và Bình Đức cùng thuộc quận Châu Thành.
Lúc này ở vùng đất cả hai tỉnh Long Xuyên và Châu Đốc trước đó đều có quận Châu Thành cả. Tuy nhiên, do tỉnh lỵ tỉnh An Giang có tên là "Long Xuyên" và được đặt ở quận Châu Thành thuộc, cho nên quận Châu Thành tỉnh Châu Đốc cũ được đổi tên là quận Châu Phú như ở giai đoạn 1919-1939.
Ngày 24 tháng 4 năm 1957, chính quyền Việt Nam Cộng hòa ấn định các đơn vị hành chính trực thuộc tỉnh. Tỉnh An Giang lúc này gồm 8 quận là Châu Thành, Châu Phú, Chợ Mới, Tân Châu, Thốt Nốt, Tịnh Biên, Tri Tôn, Núi Sập. Tỉnh lỵ đặt tại Long Xuyên.
Ngày 06 tháng 8 năm 1957, tách 13 xã phía Bắc của quận Châu Phú để thành lập quận mới thuộc tỉnh An Giang có tên là quận An Phú. Ngày 31 tháng 5 năm 1961, chính quyền Việt Nam Cộng hòa đổi tên quận Núi Sập thành quận Huệ Đức.
- Quận An Phú: có duy nhất 1 tổng là An Phú (gồm 9 xã) và 4 xã của tổng Châu Phú; quận lỵ: xã Phước Hưng
- Quận Châu Phú: có 2 tổng là Châu Phú (gồm 5 xã) và An Lương (gồm 9 xã); quận lỵ: xã Châu Phú
- Quận Châu Thành: có 2 tổng là Định Phước (gồm 5 xã) và Định Thành (gồm 7 xã); quận lỵ: xã Phước Đức.
- Quận Chợ Mới: có 2 tổng là Định Hòa (gồm 7 xã) và An Bình (gồm 5 xã); quận lỵ: xã Long Điền
- Quận Tân Châu: có 2 tổng là An Thành (gồm 5 xã) và An Lạc (gồm 3 xã); quận lỵ: xã Long Phú
- Quận Thốt Nốt: có duy nhất 1 tổng là Định Mỹ (gồm 9 xã); quận lỵ: xã Thạnh Hòa Trung Nhứt
- Quận Tịnh Biên: có 2 tổng là Quy Đức (gồm 5 xã) và Thành Tín (gồm 3 xã); quận lỵ: xã An Phú
- Quận Tri Tôn: có 3 tổng là Thành Lễ (gồm 5 xã), Thành Ngãi (gồm 3 xã), Thành Ý (gồm 7 xã); quận lỵ: xã Tri Tôn
- Quận Huệ Đức: có duy nhất 1 tổng là Định Phú (gồm 6 xã); quận lỵ: xã Vọng Thê

### Chính quyền Cách mạng
Năm 1957, chính quyền Mặt trận Dân tộc Giải phóng Miền Nam Việt Nam và sau này là Chính phủ Cách mạng lâm thời Cộng hòa Miền Nam Việt Nam cùng với Việt Nam Dân chủ Cộng hòa cũng giải thể và sáp nhập hai tỉnh Long Xuyên và Châu Đốc với nhau để thành lập một tỉnh mới, vẫn lấy tên là tỉnh An Giang như phía chính quyền Việt Nam Cộng hòa đã thực hiện vào năm 1956.
Tỉnh An Giang khi đó gồm 9 huyện: Chợ Mới, Thốt Nốt, Núi Sập, Châu Thành, Châu Phú, An Phú, Tân Châu, Tịnh Biên, Tri Tôn và 2 thị xã: Long Xuyên, Châu Đốc. Chính quyền Cách mạng cũng trả huyện Hồng Ngự về tỉnh Kiến Phong và huyện Lấp Vò về tỉnh Sa Đéc. Năm 1963, lại giao huyện Thốt Nốt về cho tỉnh Cần Thơ quản lý.

### Tỉnh An Giang và tỉnh Châu Đốc giai đoạn 1964-1975

#### Việt Nam Cộng hòa
| Dân số tỉnh An Giang 1967 | Dân số tỉnh An Giang 1967 |
| Quận                      | Dân số                    |
| ------------------------- | ------------------------- |
| Châu Thành                | 165.298                   |
| Chợ Mới                   | 157.359                   |
| Huệ Đức                   | 29.986                    |
| Thốt Nốt                  | 125.637                   |
| Tổng số                   | 478.280                   |

Ngày 8 tháng 9 năm 1964, Thủ tướng chính quyền mới của Việt Nam Cộng hòa ký Sắc lệnh 246/NV, quy định kể từ ngày 1 tháng 10 năm 1964 tái lập tỉnh Châu Đốc trên cơ sở tách đất từ tỉnh An Giang. Phần đất còn lại tương ứng tỉnh Long Xuyên trước năm 1956, tuy nhiên chính quyền Việt Nam Cộng hòa vẫn giữ tên tỉnh An Giang cho vùng đất này đến năm 1975.
Tỉnh Châu Đốc khi đó gồm 5 quận: Châu Phú, Tân Châu, Tri Tôn, Tịnh Biên, An Phú. Tỉnh lỵ tỉnh Châu Đốc khi đó lại có tên là "Châu Phú", do nằm trong khu vực xã Châu Phú, quận Châu Phú.
Phân chia hành chánh tỉnh Châu Đốc năm 1970 của chính quyền Việt Nam Cộng hòa như sau:
- Quận An Phú (quận lỵ: xã Phước Hưng) gồm 11 xã: Đa Phước, Khánh An, Khánh Bình, Nhơn Hội, Phú Hội, Phú Hữu, Phước Hưng, Vĩnh Hậu, Vĩnh Hội Đông, Vĩnh Lộc, Vĩnh Tường;
- Quận Châu Phú (quận lỵ: xã Châu Phú) gồm 15 xã: Bình Long, Bình Mỹ, Bình Thạnh Đông, Châu Giang, Châu Phong, Châu Phú, Hiệp Xương, Hòa Lạc, Hưng Nhơn, Khánh Hòa, Mỹ Đức, Thạnh Mỹ Tây, Vĩnh Nguơn, Vĩnh Tế, Vĩnh Thạnh Trung;
- Quận Tân Châu (quận lỵ: xã Long Phú) gồm 9 xã: Hòa Hảo, Long Phú, Long Sơn, Phú An, Phú Lâm, Phú Vinh, Tân An, Vĩnh Hòa, Vĩnh Xương;
- Quận Tịnh Biên (quận lỵ: xã An Phú) gồm 10 xã: An Nông, An Phú, Ba Chúc, Lạc Qưới, Nhơn Hưng, Tân Khánh Hòa, Thới Sơn, Vĩnh Điều, Vĩnh Gia, Xuân Tô;
- Quận Tri Tôn (quận lỵ: xã Tri Tôn) gồm 12 xã: An Cư, An Hảo, An Lạc, An Túc, Cô Tô, Lệ Tri, Lương Phi, Ô Lâm, Tri Tôn, Tú Tề, Văn Giáo, Vĩnh Trung.

Tỉnh An Giang mới sau năm 1964 tức phần đất của tỉnh Long Xuyên trước đó. Cho đến năm 1975, tỉnh An Giang tỉnh lỵ có tên là "Long Xuyên", bao gồm 4 quận: Châu Thành, Huệ Đức, Chợ Mới và Thốt Nốt.
Phân chia hành chánh tỉnh An Giang năm 1970 của chính quyền Việt Nam Cộng hòa như sau:
- Quận Châu Thành (quận lỵ: xã Mỹ Phước) gồm 12 xã: Bình Đức, Bình Hòa, Bình Thủy, Cần Đăng, Hòa Bình Thạnh, Mỹ Hòa Hưng, Mỹ Phước, Mỹ Thới, Phú Hòa, Vĩnh Chánh, Vĩnh Hanh, Vĩnh Trạch;
- Quận Chợ Mới (quận lỵ: xã Long Điền) gồm 12 xã: An Thạnh Trung, Bình Phước Xuân, Hòa Bình, Hội An, Kiến An, Long Điền, Long Kiến, Mỹ Hiệp, Mỹ Hội Đông, Mỹ Luông, Nhơn Mỹ, Tấn Mỹ;
- Quận Huệ Đức (quận lỵ: xã Thoại Sơn) gồm 5 xã: Định Mỹ, Phú Nhuận, Thoại Sơn, Vĩnh Phú, Vọng Thê;
- Quận Thốt Nốt (quận lỵ: xã Thạnh Hòa Trung Nhứt, đến năm 1972 đổi lại thành xã Trung Nhứt) gồm 9 xã: Tân Lộc Đông, Tân Lộc Tây, Thạnh An, Thạnh Hòa Trung Nhứt, Thạnh Hòa Trung An, Thạnh Qưới, Thới Thuận, Thuận Hưng, Vĩnh Trinh.

#### Chính quyền Cách mạng
Trong giai đoạn 1964-1971, địa bàn tỉnh Châu Đốc của chính quyền Việt Nam Cộng hòa vẫn do tỉnh An Giang của chính quyền Cách mạng quản lý. Năm 1965, chính quyền Cách mạng giao huyện Hà Tiên và huyện Phú Quốc (cùng thuộc tỉnh Rạch Giá) cho tỉnh An Giang quản lý. Đến năm 1967 lại trả hai huyện Hà Tiên và Phú Quốc về cho tỉnh Rạch Giá như trước. Tháng 12 năm 1965, huyện Chợ Mới cũng được giao về cho tỉnh Kiến Phong quản lý. Đến tháng 5 năm 1974, chính quyền Cách mạng đặt huyện Chợ Mới thuộc tỉnh Sa Đéc.
Năm 1971, Trung ương Cục miền Nam quyết định thành lập tỉnh Châu Hà, tách ra từ tỉnh An Giang và tỉnh Rạch Giá, trên phần đất tỉnh Châu Đốc và tỉnh Hà Tiên trước năm 1956. Lúc này tỉnh Châu Hà còn có thêm các huyện Châu Thành A, Hà Tiên và Phú Quốc vốn cùng thuộc tỉnh Rạch Giá trước đó. Tỉnh Châu Hà gồm các huyện: Huệ Đức, Tịnh Biên, Tri Tôn, Châu Thành A, Hà Tiên và Phú Quốc.
Tháng 5 năm 1974, chính quyền Cách mạng lại quyết định giải thể các tỉnh An Giang, Châu Hà và Kiến Phong để tái lập các tỉnh Long Châu Hà, Long Châu Tiền và Sa Đéc:
- Tỉnh Long Châu Tiền gồm thị xã Tân Châu và 5 huyện: An Phú, Phú Tân A, Phú Tân B, Hồng Ngự, Tam Nông (nay là các huyện Tam Nông, Thanh Bình, tỉnh Đồng Tháp).
- Tỉnh Long Châu Hà mới gồm thị xã Long Xuyên, thị xã Châu Đốc và 8 huyện: Châu Thành X, Châu Phú, Tri Tôn, Tịnh Biên, Huệ Đức, Châu Thành A, Hà Tiên, Phú Quốc.
- Tỉnh Sa Đéc gồm thị xã Sa Đéc, thị xã Cao Lãnh và 6 huyện: Châu Thành, Lấp Vò, Lai Vung, Cao Lãnh, Mỹ An, Chợ Mới.

Tuy nhiên, tên các tỉnh Châu Hà, Long Châu Hà và Long Châu Tiền cũng không được chính quyền Việt Nam Cộng hòa công nhận, mà thay vào đó vẫn sử dụng tên gọi tỉnh Châu Đốc và tỉnh An Giang cho đến năm 1975.
Sau sự kiện 30 tháng 4 năm 1975, chính quyền quân quản Cộng hòa miền Nam Việt Nam ban đầu vẫn duy trì các tỉnh Long Châu Hà và Long Châu Tiền như trước đó. Lúc này, chính quyền Cách mạng cũng bỏ danh xưng "quận" có từ thời Pháp thuộc và lấy danh xưng "huyện" (quận và phường dành cho các đơn vị hành chánh tương đương khi đã đô thị hóa).
Ngày 20 tháng 9 năm 1975, Bộ Chính trị ra Nghị quyết số 245-NQ/TW về việc bỏ khu, hợp tỉnh trong toàn quốc "nhằm xây dựng các tỉnh thành những đơn vị kinh tế, kế hoạch và đơn vị hành chính có khả năng giải quyết đến mức cao nhất những yêu cầu về đẩy mạnh sản xuất, tổ chức đời sống vật chất, văn hóa của nhân dân, về củng cố quốc phòng, bảo vệ trị an, và có khả năng đóng góp tốt nhất vào sự nghiệp chung của cả nước". Theo Nghị quyết này, địa bàn các tỉnh Long Châu Hà và Long Châu Tiền cũ sẽ được chia ra vào sáp nhập vào các tỉnh mới, tên gọi tỉnh mới cùng với nơi đặt tỉnh lỵ sẽ do địa phương đề nghị lên. Cụ thể như sau:
- Tỉnh Rạch Giá (ngoại trừ 2 huyện Vĩnh Thuận và An Biên) cùng với toàn bộ diện tích tỉnh Long Châu Hà và huyện Thốt Nốt của tỉnh Cần Thơ sẽ hợp nhất lại thành một tỉnh.
- Các tỉnh Long Châu Tiền, Sa Đéc và Kiến Tường sẽ hợp nhất lại thành một tỉnh.

Nhưng đến ngày 20 tháng 12 năm 1975, Bộ Chính trị Đảng Cộng sản Việt Nam lại ra Nghị quyết số 19/NQ điều chỉnh lại việc hợp nhất tỉnh ở miền Nam Việt Nam cho sát với tình hình thực tế, theo đó thành lập tỉnh An Giang trên cơ sở hợp nhất tỉnh An Giang và tỉnh Châu Đốc thời Việt Nam Cộng hòa, trừ huyện Thốt Nốt giao cho tỉnh Hậu Giang quản lý.

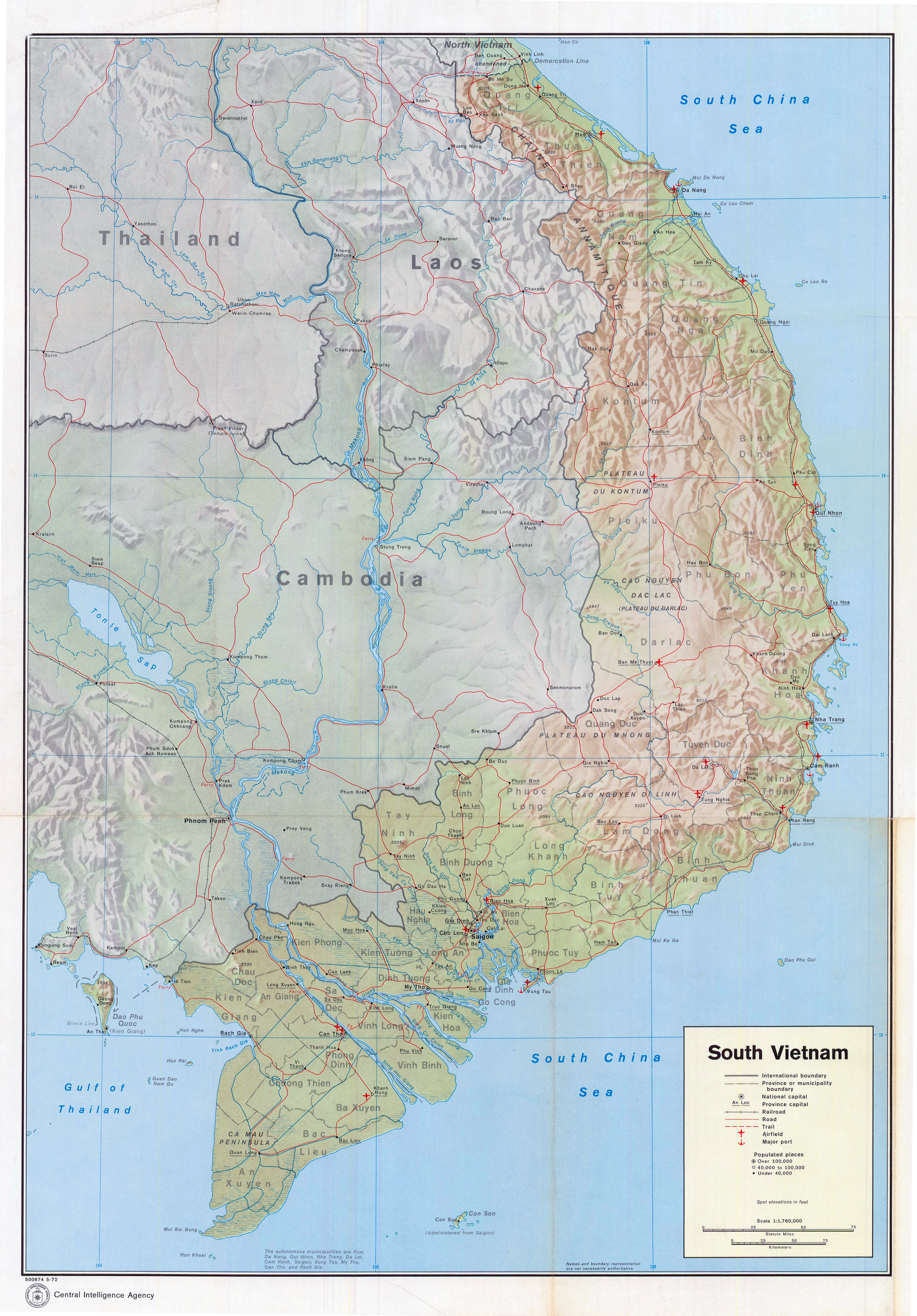
Tỉnh An Giang trong bản đồ địa hình Việt Nam Cộng hòa

### Tỉnh An Giang từ năm 1976 đến nay
Tháng 2 năm 1976, tỉnh An Giang chính thức được tái lập trở lại, ban đầu bao gồm 8 huyện: Châu Phú, Châu Thành, Chợ Mới, Huệ Đức, Phú Châu, Phú Tân, Tịnh Biên, Tri Tôn và 2 thị xã: Long Xuyên (tỉnh lỵ), Châu Đốc. Ngày 11 tháng 3 năm 1977, hợp nhất huyện Huệ Đức và Châu Thành thành huyện Châu Thành, và hợp nhất huyện Tri Tôn và Tịnh Biên thành huyện Bảy Núi. Ngày 23 tháng 8 năm 1979, huyện Bảy Núi được chia thành hai huyện Tri Tôn và Tịnh Biên, đồng thời huyện Châu Thành được chia thành hai huyện Châu Thành và Thoại Sơn. Ngày 13 tháng 11 năm 1991, huyện Phú Châu được chia thành hai huyện Tân Châu và An Phú. Ngày 12 tháng 11 năm 1994, Thủ tướng Chính phủ ra Quyết định số 669/TTg về việc xác định ranh giới giữa hai tỉnh An Giang và Kiên Giang. Năm 1996, hoàn tất việc xác định ranh giới giữa tỉnh An Giang và các tỉnh lân cận.
Ngày 1 tháng 3 năm 1999, thành phố Long Xuyên thuộc tỉnh An Giang được thành lập trên cơ sở toàn bộ diện tích và dân số của thị xã Long Xuyên trước đó. Ngày 14 tháng 4 năm 2009, thành phố Long Xuyên được công nhận là đô thị loại II trực thuộc tỉnh An Giang. Ngày 24 tháng 8 năm 2009, Chính phủ Việt Nam ban hành Nghị quyết số 40/NQ-CP về việc điều chỉnh địa giới hành chính xã thuộc huyện Tân Châu, huyện An Phú, huyện Phú Tân, thành lập thị xã Tân Châu, thành lập các phường thuộc thị xã Tân Châu, tỉnh An Giang.
Ngày 19 tháng 7 năm 2013, Chính phủ Việt Nam ban hành Nghị quyết số 86/NQ-CP về việc thành lập thành phố Châu Đốc thuộc tỉnh An Giang trên cơ sở toàn bộ diện tích tự nhiên và nhân khẩu của 7 đơn vị hành chính cấp xã của thị xã Châu Đốc trước đó. Ngày 15 tháng 4 năm 2015, thành phố Châu Đốc được công nhận là đô thị loại II trực thuộc tỉnh An Giang.
Ngày 5 tháng 12 năm 2019, Bộ Xây dựng quyết định công nhận thị xã Tân Châu là đô thị loại III. Ngày 23 tháng 7 năm 2020, Thủ tướng Chính phủ ban hành Quyết định số 1078/QĐ-TTg, công nhận thành phố Long Xuyên là đô thị loại I trực thuộc tỉnh An Giang. Ngày 13 tháng 2 năm 2023, Ủy ban Thường vụ Quốc hội ban hành Nghị quyết số 721/NQ-UBTVQH15 (nghị quyết có hiệu lực từ ngày 10 tháng 4 năm 2023). Theo đó, thành lập thị xã Tịnh Biên thuộc tỉnh An Giang trên cơ sở toàn bộ diện tịch tự nhiên và dân số của huyện Tịnh Biên. Tỉnh An Giang có 2 thành phố, 2 thị xã và 7 huyện.
Ngày 12 tháng 6 năm 2025, Quốc hội ban hành Nghị quyết số 202/2025/QH15 về việc sắp xếp đơn vị hành chính cấp tỉnh (nghị quyết có hiệu lực từ ngày 12 tháng 6 năm 2025). Theo đó, sáp nhập tỉnh Kiên Giang vào tỉnh An Giang. Sau khi sáp nhập, tỉnh An Giang có 9.888,91 km² diện tích tự nhiên và quy mô dân số là 4.952.238 người.

## Hành chính
Tỉnh An Giang có 102 đơn vị hành chính cấp cơ sở trực thuộc, bao gồm 14 phường, 85 xã, và 3 đặc khu (gồm đặc khu Phú Quốc, đặc khu Kiên Hải và đặc khu Thổ Châu).
| Tên         | Diện tích (km²) | Dân số (người) |
| ----------- | --------------- | -------------- |
| Phường (14) |                 |                |
| Bình Đức    | 28,23           | 72.822         |
| Châu Đốc    | 41,32           | 97.438         |
| Chi Lăng    | 51,17           | 28.401         |
| Hà Tiên     | 61,36           | 40.609         |
| Long Phú    | 19,21           | 46.826         |
| Long Xuyên  | 29,98           | 154.858        |
| Mỹ Thới     | 37,09           | 60.450         |
| Rạch Giá    | 45,52           | 250.661        |
| Tân Châu    | 17,39           | 33.506         |
| Thới Sơn    | 49,36           | 33.045         |
| Tịnh Biên   | 75,57           | 34.865         |
| Tô Châu     | 79,77           | 25.865         |
| Vĩnh Tế     | 64,25           | 40.222         |
| Vĩnh Thông  | 95,90           | 55.185         |
| Xã (85)     |                 |                |
| An Biên     | 118,27          | 53.784         |
| An Châu     | 70,25           | 65.588         |
| An Cư       | 94,30           | 39.956         |
| An Minh     | 142,29          | 35.596         |
| An Phú      | 34,70           | 49.051         |
| Ba Chúc     | 70,94           | 32.071         |
| Bình An     | 73,43           | 59.475         |
| Bình Giang  | 163,70          | 18.257         |
| Bình Hòa    | 48,63           | 56.484         |
| Bình Mỹ     | 82,62           | 68.650         |
| Bình Sơn    | 183,56          | 18.541         |

| Tên             | Diện tích (km²) | Dân số (người) |
| --------------- | --------------- | -------------- |
| Bình Thạnh Đông | 61,70           | 50.569         |
| Cần Đăng        | 65,21           | 35.257         |
| Châu Phong      | 49,28           | 56.322         |
| Châu Phú        | 80,11           | 60.137         |
| Châu Thành      | 107,65          | 70.178         |
| Chợ Mới         | 50,43           | 80.832         |
| Chợ Vàm         | 67,48           | 50.436         |
| Cô Tô           | 176,75          | 31.278         |
| Cù Lao Giêng    | 68,92           | 70.372         |
| Định Hòa        | 143,78          | 56.675         |
| Định Mỹ         | 109,77          | 42.328         |
| Đông Hòa        | 151,88          | 45.282         |
| Đông Hưng       | 81,62           | 22.281         |
| Đông Thái       | 154,52          | 54.321         |
| Giang Thành     | 184,13          | 20.039         |
| Giồng Riềng     | 122,10          | 70.384         |
| Gò Quao         | 83,92           | 44.695         |
| Hòa Điền        | 285,38          | 24.099         |
| Hòa Hưng        | 114,23          | 37.877         |
| Hòa Lạc         | 41,11           | 30.864         |
| Hòa Thuận       | 73,85           | 31.700         |
| Hội An          | 63,54           | 73.897         |
| Hòn Đất         | 281,70          | 61.517         |
| Hòn Nghệ        | 3,46            | 2.546          |
| Khánh Bình      | 17,93           | 42.746         |
| Kiên Lương      | 138,07          | 58.312         |
| Long Điền       | 47,25           | 65.487         |

| Tên         | Diện tích (km²) | Dân số (người) |
| ----------- | --------------- | -------------- |
| Long Kiến   | 59,83           | 57.367         |
| Long Thạnh  | 96,37           | 42.250         |
| Mỹ Đức      | 61,59           | 60.493         |
| Mỹ Hòa Hưng | 19,65           | 26.727         |
| Mỹ Thuận    | 210,50          | 60.747         |
| Ngọc Chúc   | 90,25           | 38.705         |
| Nhơn Hội    | 43,82           | 57.540         |
| Nhơn Mỹ     | 78,66           | 89.018         |
| Núi Cấm     | 84,18           | 25.184         |
| Ô Lâm       | 99,52           | 37.429         |
| Óc Eo       | 68,79           | 39.481         |
| Phú An      | 57,35           | 40.005         |
| Phú Hòa     | 71,80           | 41.306         |
| Phú Hữu     | 81,40           | 42.710         |
| Phú Lâm     | 43,07           | 33.186         |
| Phú Tân     | 41,88           | 71.244         |
| Sơn Hải     | 4,31            | 2.789          |
| Sơn Kiên    | 163,41          | 29.682         |
| Tân An      | 40,61           | 41.922         |
| Tân Hiệp    | 146,61          | 66.731         |
| Tân Hội     | 146,28          | 49.450         |
| Tân Thạnh   | 123,85          | 36.074         |
| Tây Phú     | 93,80           | 23.229         |
| Tây Yên     | 127,50          | 52.590         |
| Thạnh Đông  | 130,03          | 53.678         |
| Thạnh Hưng  | 142,54          | 46.773         |
| Thạnh Lộc   | 104,63          | 59.562         |

| Tên              | Diện tích (km²) | Dân số (người) |
| ---------------- | --------------- | -------------- |
| Thạnh Mỹ Tây     | 162,08          | 64.850         |
| Thoại Sơn        | 68,92           | 52.588         |
| Tiên Hải         | 2,54            | 1.872          |
| Tri Tôn          | 73,14           | 50.716         |
| U Minh Thượng    | 286,47          | 46.246         |
| Vân Khánh        | 90,84           | 21.748         |
| Vĩnh An          | 93,41           | 33.036         |
| Vĩnh Bình        | 159,68          | 43.575         |
| Vĩnh Điều        | 229,35          | 17.526         |
| Vĩnh Gia         | 180,37          | 20.902         |
| Vĩnh Hanh        | 76,81           | 29.327         |
| Vĩnh Hậu         | 48,45           | 60.424         |
| Vĩnh Hòa         | 146,23          | 51.651         |
| Vĩnh Hòa Hưng    | 95,94           | 37.528         |
| Vĩnh Phong       | 139,30          | 43.257         |
| Vĩnh Thạnh Trung | 64,97           | 64.463         |
| Vĩnh Thuận       | 95,46           | 30.511         |
| Vĩnh Trạch       | 57,94           | 32.397         |
| Vĩnh Tuy         | 115,86          | 36.859         |
| Vĩnh Xương       | 50,21           | 41.369         |
| Đặc khu (3)      |                 |                |
| Kiên Hải         | 24,75           | 23.179         |
| Phú Quốc         | 575,29          | 157.629        |
| Thổ Châu         | 13,98           | 1.896          |

## Kinh tế
Cư dân An Giang đã từ lâu sống bằng nghề làm ruộng, đánh bắt cá, tôm và các nghề thủ công như dệt, mộc, đan lát, nắn nồi, chạm khắc đá...Tỉnh An Giang là đầu ngành về sản lượng lúa (trên 2 triệu tấn) và cũng trồng bắp, đậu nành, nuôi (trồng) cá, tôm...Nghề trồng dâu, nuôi tằm, ươm tơ, dệt lụa khá phổ biến, tập trung nhiều nhất ở vùng Tân Châu, Chợ Mới. Cho đến đầu thế kỷ XX, lụa Tân Châu đã nổi tiếng một thời vừa bền, vừa đẹp. Ở Bảy Núi, Châu Giang (Châu Đốc), đồng bào Khơmer, Chăm đã cần cù dệt nên những chiếc "Xà Rong", khăn đội đầu, khăn choàng tắm, áo,... nhiều màu sặc sở.
Nghề mộc cũng sớm phát triển trên đất Chợ Mới. Ở An Giang và cả Miền Tây đều biết đến những người thợ mộc Chợ Thủ (Chợ Mới) qua những sản phẩm thủ công tinh xảo có tính nghệ thuật cao, từ đơn giản đến cầu kỳ, phức tạp.
Ở núi Sam, núi Sập do nhu cầu tiêu dùng của xã hội, dần dần hình thành tầng lớp "thợ" chuyên khai thác đá. Ngoài đá xây dựng ra, họ còn làm ra những đồ dùng như cối giã gạo, chày đâm tiêu, cối xay bột, mặt bàn...và cả đồ trang sức bằng đá quý.
Tuy nghề thủ công có phát triển, nhưng cơ nghiệp của người dân An Giang dựng lên được hàng trăm năm nay chủ yếu là bắt nguồn từ cây lúa. Những người dân An Giang đầu tiên cũng chỉ biết làm ruộng cấy ở vùng Cù lao, Bảy Núi, còn ở vùng ngập nước thì đánh bắt cá, tôm hoặc trồng hoa màu phụ sinh sống qua ngày. Cảnh "phá sơn lâm, đâm hà bá" ngày càng không phù hợp với sự gia tăng dân số. Bản thân cây lúa cũng bị hạn chế về diện tích gieo trồng, không đối đầu được với mùa nước nổi hàng năm. Người dân An Giang trong quá trình lao động sau này đã tìm cho mình cây lúa nổi (Riz Flotlant) đủ sức vươn mình và tồn tại lên trên mặt nước mênh mông. Cây lúa nổi đối với cư dân An Giang là một biểu tượng tuyệt vời về sức sống mãnh liệt trong quá trình mở đất và giữ đất.
Năm 2018, An Giang là đơn vị hành chính Việt Nam đông thứ sáu về số dân, xếp thứ 26 về Tổng sản phẩm trên địa bàn (GRDP), xếp thứ 56 về GRDP bình quân đầu người, đứng thứ 59 về tốc độ tăng trưởng GRDP. Với 1.908.352 người dân, trong đó có 947.570 nam và 960.782 nữ, tỷ số giới tính 98,6 nam/100 nữ, diện tích bình quân đầu người là 612 người/km², tỷ lệ dân số trên 15 tuổi biết đọc, biết viết là 91,6%...GRDP đạt 74.297 tỉ Đồng (tương ứng với 3,2268 tỉ USD), GRDP bình quân đầu người đạt 34,33 triệu đồng (tương ứng với 1.491 USD), tốc độ tăng trưởng GRDP đạt 6,52%.
An Giang là một tỉnh phát triển kinh tế mạnh mẽ và ổn định. Với tốc độ tăng trưởng ổn định, tỉnh đạt tỷ lệ tăng trưởng GDP hai con số, đạt 13,36% vào năm 2007. An Giang có nền kinh tế xuất khẩu đáng kể, với tổng kim ngạch xuất khẩu khoảng 540 triệu USD vào năm 2007, chiếm 1% tổng kim ngạch xuất khẩu của cả nước và 13% tổng kim ngạch xuất khẩu của vùng Đồng bằng Sông Cửu Long. Nền kinh tế cũng đa dạng với nhiều ngành như thương mại, du lịch và chế biến.
An Giang có hệ thống giao thông thuận tiện, bao gồm các tuyến đường bộ, đường thủy và cảng. Quốc lộ 91 nối liền với cửa khẩu quốc tế Tịnh Biên và là tuyến giao thông chính của tỉnh. Sông Tiền, sông Hậu và sông Vàm Nao là các con sông quan trọng và hệ thống kênh đảm bảo giao thông thủy trong tỉnh. An Giang cũng có nhiều bến phà quan trọng trên các con sông này.
An Giang cũng đầu tư phát triển hạ tầng điện, nước, viễn thông và y tế để phục vụ nhu cầu dân sinh và kinh doanh. Nền giáo dục và y tế của tỉnh được đẩy mạnh, bao gồm các trường đại học, trường cao đẳng và bệnh viện đa khoa.
Tỉnh An Giang cũng có nhiều dự án phát triển kinh tế như chăn nuôi, chế biến sản phẩm nông nghiệp, cơ sở hạ tầng khu công nghiệp và du lịch sinh thái. Tất cả những yếu tố này đóng vai trò quan trọng trong sự phát triển kinh tế bền vững của tỉnh.

## Xã hội

### Giáo dục
Trường Đại học An Giang là một trường đại học đa ngành, thành viên của Đại học Quốc gia Thành phố Hồ Chí Minh tại An Giang, được xếp vào nhóm trường đại học trọng điểm quốc gia Việt Nam, có vai trò nòng cốt trong hệ thống giáo dục tại Việt Nam. Trường được thành lập theo Quyết định 241/1999/QĐ-TTg ngày 30/12/1999 trên cơ sở Trường Cao đẳng Sư phạm An Giang.
Ngoài đào tạo, trường còn có nhiệm vụ nghiên cứu, ứng dụng và chuyển giao công nghệ cho doanh nghiệp và Chính phủ.

## Dân cư

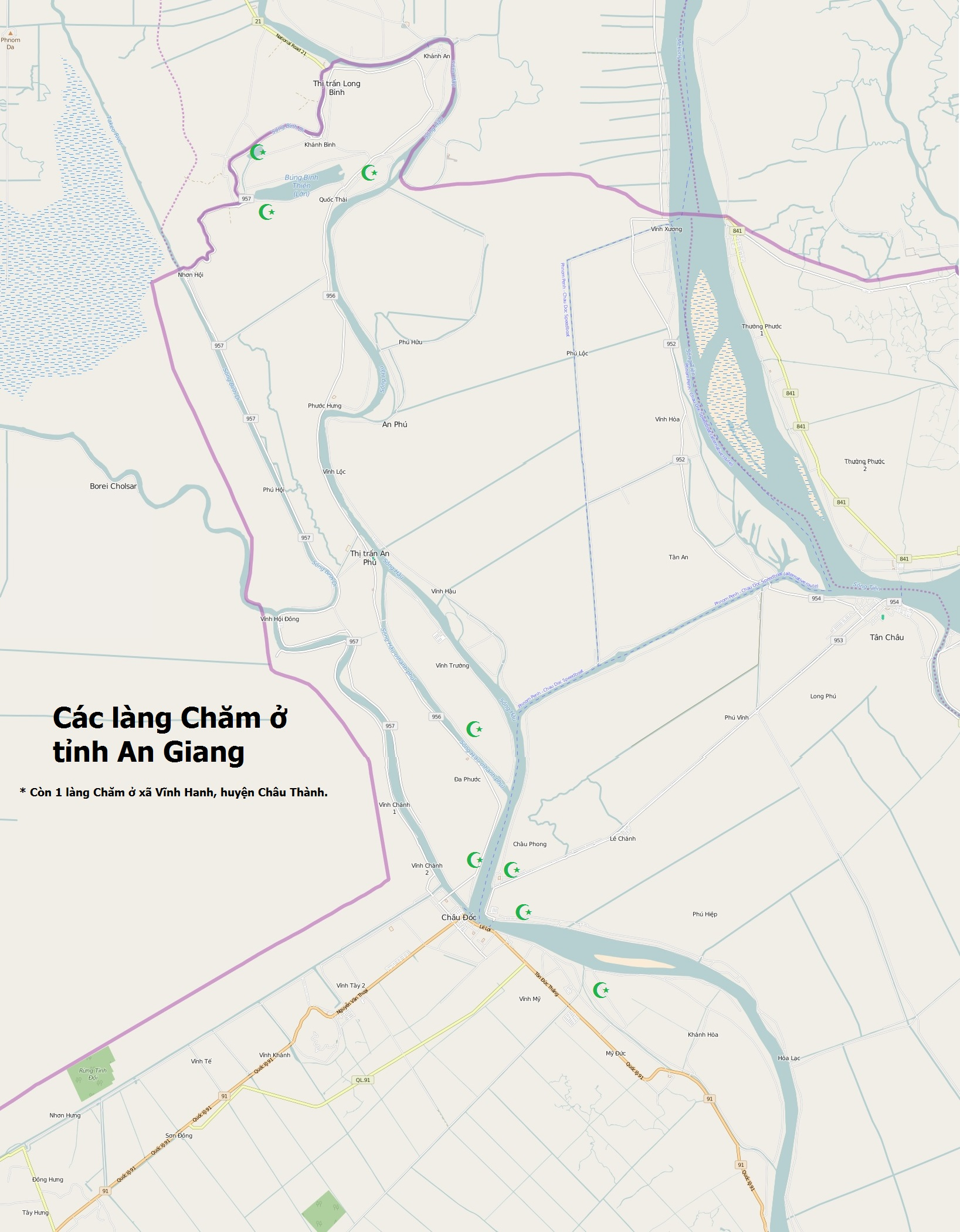
Làng người Chăm ở các huyện An Phú, Châu Phú, Châu Thành và thị xã Tân Châu (An Giang)

Theo thống kê năm 2020, tỉnh An Giang có diện tích 3.536,83 km², dân số năm là 1.904.532 người, mật độ dân số đạt 539 người/km².
An Giang là tỉnh có dân số đông nhất ở vùng Đồng bằng sông Cửu Long, đồng thời cũng là tỉnh có dân số đông thứ 8 tại Việt Nam (sau Thành phố Hồ Chí Minh, Hà Nội, Thanh Hóa, Nghệ An và Đồng Nai, Bình Dương, Hải Phòng). Một phần diện tích của tỉnh An Giang nằm trong vùng tứ giác Long Xuyên.
Tính đến ngày 9 tháng 8 năm 2019, dân số toàn tỉnh An Giang là 2.164.200 người, mật độ dân số 612 người/km². Đây là tỉnh có dân số đông nhất khu vực đồng bằng sông Cửu Long. Trong đó, 31.6% dân số sống ở đô thị và 68.4% dân số sống ở nông thôn. Dân cư phân bố tập trung chủ yếu ở vùng đồng bằng, ven sông (dọc theo sông Tiền và sông Hậu)... Huyện Chợ Mới và thành phố Long Xuyên là hai địa phương có dân số đông nhất tỉnh. Tỷ lệ đô thị hóa tính đến năm 2023 đạt 42%.
Toàn tỉnh có 24.011 hộ dân tộc thiểu số, với 114.632 người, chiếm 5,17% tổng dân số toàn tỉnh.
Dân tộc Khmer có 18.512 hộ, 86.592 người, chiếm tỷ lệ 75,54% so tổng số người dân tộc thiểu số và chiếm 3,9% so tổng dân số toàn tỉnh; trong đó có 16.838 hộ với dân số khoảng 80.000 người (chiếm gần 92% tổng số dân tộc Khmer toàn tỉnh) sống tập trung ở 2 huyện miền núi: Tri Tôn và Tịnh Biên, số còn lại sống rải rác ở các huyện: Châu Phú, Châu Thành, Thoại Sơn. Hầu hết đồng bào dân tộc Khmer theo Phật giáo Nam tông, có mối quan hệ rộng rãi với đồng bào dân tộc Khmer các tỉnh đồng bằng sông Cửu Long và người Khmer ở Campuchia. Nguồn thu nhập chủ yếu của đồng bào Khmer từ trồng trọt, chăn nuôi gia súc và làm thuê mướn theo thời vụ.
Dân tộc Chăm có 2.660 hộ, 13.722 người, chiếm tỷ lệ gần 12% so tổng số người dân tộc thiểu số và chiếm 0,62% so tổng dân số toàn tỉnh, sống tập trung khá đông ở huyện An Phú và thị xã Tân Châu, số còn lại sống rải rác ở các huyện: Châu Phú và Châu Thành. Hầu hết đồng bào Chăm theo đạo Hồi, có mối quan hệ với tín đồ Hồi giáo các nước Ả Rập, Malaysia, Indonesia, Campuchia. Nguồn thu nhập chính bằng nghề chài lưới, buôn bán nhỏ và dệt thủ công truyền thống.
Dân tộc Hoa có 2.839 hộ, 14.318 người, chiếm tỷ lệ 12,50% so tổng số người dân tộc thiểu số và chiếm 0,65% tổng dân số toàn tỉnh. Đại bộ phận sống ở thành phố, thị xã, thị trấn, thị tứ, có mối quan hệ chặt chẽ với người Hoa trong vùng và nhiều nước trên thế giới. Đồng bào người Hoa phần lớn theo Phật giáo Đại thừa, đạo Khổng và tín ngưỡng dân gian. Một bộ phận lớn kinh doanh thương mại, sản xuất công nghiệp, tiểu thủ công nghiệp, có cuộc sống ổn định, thu nhập khá hơn so với các dân tộc khác.
Về tôn giáo, An Giang là nơi xuất phát của một số tôn giáo nội sinh như Bửu Sơn Kỳ Hương, Tứ Ân Hiếu Nghĩa, Phật giáo Hòa Hảo... An Giang hiện có 9 tôn giáo được Nhà nước công nhận, gồm: Phật giáo Việt Nam, Phật giáo Hòa Hảo, Cao Đài, Công giáo, Tin Lành, Tịnh Độ Cư sĩ, Tứ Ân Hiếu Nghĩa, Hồi giáo, Bửu Sơn Kỳ Hương, với gần 1,8 triệu tín đồ (chiếm 78% dân số toàn tỉnh), 487 cơ sở thờ tự hợp pháp, 602 chức sắc và trên 3.400 chức việc.
Tính đến ngày 1 tháng 4 năm 2019, toàn tỉnh có 13 tôn giáo khác nhau đạt 1.733.332 người, nhiều nhất là Phật giáo Hòa Hảo có 956.720 người, tiếp theo là Phật giáo đạt 569.770 người, đạo Cao Đài có 105.220 người, Công giáo có 44.346 người, Đạo Tứ Ân Hiếu Nghĩa chiếm 34.821 người, Hồi giáo đạt 14.831 người, Bửu Sơn Kỳ Hương đạt 8.253 người, đạo Tin Lành đạt 5.226 người. Còn lại các tôn giáo khác như Tịnh độ cư sĩ Phật hội Việt Nam có 321 người, Bà La Môn có 30 người, Minh Lý Đạo có 26 người, Minh Sư Đạo có 22 người và Baha'i giáo có hai người.
Dân số tỉnh An Giang đến hết ngày 30 tháng 6 năm 2024 là 1.938.198 người.

## Văn hóa

### Truyền thông

Logo Đài phát thanh truyền hình An Giang - ATV

Đài Phát thanh-Truyền hình tỉnh An Giang được thành lập ngày 02 tháng 9 năm 1977, là một Đài Phát thanh-Truyền hình địa phương tại tỉnh An Giang của Việt Nam, Đài này trực thuộc Uỷ ban nhân dân tỉnh An Giang.

## Du lịch

### Danh lam thắng cảnh
An Giang là một trong 10 vùng du lịch trọng điểm quốc gia có một số thắng cảnh tiêu biểu như:
- Châu Đốc: nổi tiếng với Lễ hội vía Bà Chúa Xứ núi Sam (diễn ra hằng năm vào ngày 24, 25 tháng 4 Âm lịch là ngày vía chính) là địa điểm tâm linh thu hút rất đông khách du lịch cả trong và ngoài nước đến đây để hành hương. Năm 2001, Lễ hội vía Bà Chúa Xứ được Chính phủ công nhận là Lễ hội dân gian cấp Quốc gia. Quần thể di tích dưới chân núi Sam có nhiều di tích lịch sử, tôn giáo quan trọng như: Lăng Thoại Ngọc Hầu, chùa Tây An, Chùa Phước Điền... Ngoài ra còn có các làng Chăm ven sông Hậu, làng bè Châu Đốc...
- Thất Sơn (Bảy Núi): gồm 1 quần thể 37 ngọn núi thuộc 2 huyện thị là Thị xã Tịnh Biên & Tri Tôn, nhưng có 7 ngọn tiêu biểu là: Núi Cấm (Thiên Cấm Sơn) - ngọn núi cao nhất tỉnh An Giang cũng như cả khu vực Đồng bằng sông Cửu Long, cao 716m; Núi Dài Năm Giếng (Ngũ Hồ Sơn); Núi Cô Tô (Phụng Hoàng Sơn); Núi Dài (Ngọa Long Sơn); Núi Tượng (Liên Hoa Sơn); Núi Két (Anh Vũ Sơn); Núi Nước (Thủy Đài Sơn).
- Phú Tân: tại Chùa An Hòa và Tổ Đình Đức Giáo Chủ (Phật giáo Hòa Hảo) ở thị trấn Phú Mỹ hằng năm đều tổ chức hai đại lễ lớn. Là lễ 18/5 âl ngày Đức Huỳnh Giáo Chủ khai sáng đạo Phật giáo Hòa Hảo và lễ 25/11 âl ngày đản sinh Đức Huỳnh Giáo Chủ PGHH. Mỗi khi đến ngày lễ thì đồ ăn thức uống hoàn toàn miễn phí và có cả xe hoa diễu hành để kính mừng ngày đại lễ.
- Rừng tràm Trà Sư là điểm du lịch sinh thái rất đa dạng về hệ động thực vật rừng thiên nhiên hoang dã, rộng khoảng 845 ha diện tích vùng lõi và 643 ha diện tích vùng đệm, nằm giữa lòng tứ giác Long Xuyên và khu vực Thất Sơn, thuộc xã Văn Giáo, Thị xã Tịnh Biên.
- Hồ Thoại Sơn là một trong những hồ đẹp, cách thành phố Long Xuyên 29 km theo đường tỉnh lộ 943.
- Búng Bình Thiên (hay còn được gọi là Hồ Nước Trời) gồm 2 hồ nước là Búng Lớn và Búng Nhỏ. Búng Nhỏ còn khá ít nước nên người ta thường ám chỉ Búng Lớn khi nói về Búng Bình Thiên (gọi tắt là Búng). Búng Bình Thiên là một hồ nước lớn, thông với sông Bình Di ở một con rạch nhỏ, nhưng không thông với sông Hậu.
- Cù lao Giêng (Chợ Mới) nằm giữa sông Tiền với nhiều công trình kiến trúc tôn giáo đặc sắc. Cù lao Giêng, gồm 3 xã: Tấn Mỹ, Mỹ Hiệp, Bình Phước Xuân thuộc huyện Chợ Mới, từng được mệnh danh là "đệ nhất cù lao" với những kiến trúc cổ mang đậm nét văn hóa độc đáo, nhiều phong cảnh đẹp, lễ hội, khu sinh thái thuần Nam Bộ.
- Khu lưu niệm Chủ tịch Tôn Đức Thắng (Long Xuyên) đã được xếp hạng là di tích quốc gia đặc biệt.
- Ngoài ra, An Giang còn có một số điểm du lịch về Văn hoá - lịch sử - tâm linh như: Dinh Ông Chưởng (Kiến An, Chợ Mới), Cột dây thép (Long Điền A, Chợ Mới), Trường dòng nhà thờ Cù lao Giêng (Tấn Mỹ, Chợ Mới), Đồi Tức Dụp (xã An Tức, Tri Tôn), chùa Linh Sơn (Thoại Sơn), chùa Tam Bửu (Tri Tôn), Bửu Hương tự (Châu Phú), chùa Ông Bắc (Long Xuyên), chùa Xà Tón (Tri Tôn), Tây An cổ tự (xã Long Giang, huyện Chợ Mới), Nhà Bưu điện Chợ Mới, Nhà mồ Ba Chúc (Tri Tôn), Lễ hội Đua bò Bảy Núi (Tri Tôn và Thị xã Tịnh Biên), Khu Di tích văn hoá Óc Eo ở xã Ba Thê (đây là Di chỉ khảo cổ học thuộc nền văn hoá Phù Nam) thuộc huyện Thoại Sơn, Dinh Sơn Trung - Dinh thờ Đức Cố Quản Trần Văn Thành thuộc huyện Châu Thành...

## Đặc sản ẩm thực
- Cơm tấm Long Xuyên: Để hài hòa với hạt cơm tấm bé xíu, các thành phần kèm theo cũng được cắt nhỏ. Miếng sườn nướng được cắt thành sợi nhỏ. Rồi đến sợi bì, cọng dưa chua. Thay cho miếng chả trứng hay chả cua như ở Sài Gòn là món trứng khìa cắt múi cau. Dĩ nhiên không thể thiếu một ít mỡ hành để tăng hương vị và chén nước mắm ớt chua ngọt.
- Gỏi sầu đâu: Một món ăn đơn giản và nhanh chóng được chế biến từ lá non và hoa sầu đâu, dưa leo, thơm và xoài.
- Cà na đập: Món ăn được làm từ quả cà na sau khi đập nát và vắt bớt nước, chà xát với đường. Ăn kèm với muối ớt.
- Tung lò mò: Món lạp xưởng bò đặc sản của người Chăm ở An Giang. Lạp xưởng bò được phơi khô và nướng trên bếp than hồng.
- Cốm dẹp: Hạt nếp trước khi thu hoạch được ngâm và rang để tạo ra cốm.
- Bò cạp Bảy Núi: Bò cạp được săn lùng trên núi và sau đó chế biến bằng cách chiên hoặc nướng. Ăn kèm với rau thơm và muối tiêu chanh.
- Mắm Châu Đốc: Mắm đa dạng về hình thức và chế biến từ các loại cá. Một số loại mắm phổ biến là mắm linh, mắm sặt, mắm lóc, mắm trèn, mắm rô, mắm chốt. Món lẩu cá linh non nấu với bông điên điển là một món ăn đặc sản nổi tiếng. Mắm thái cũng là một loại mắm phổ biến ở chợ Châu Đốc.

## Giao thông

### Đường bộ
An Giang có các tuyến giao thông quan trọng như Quốc lộ 91, Quốc lộ 91C, Quốc lộ N1, Quốc lộ 80B và đường cao tốc Châu Đốc – Cần Thơ – Sóc Trăng. Quốc lộ 91 là tuyến đường huyết mạch của tỉnh, nối cửa khẩu quốc tế Tịnh Biên, Châu Đốc, Long Xuyên và Cần Thơ. Đây là tuyến đường có mật độ lưu lượng xe cao, thường xảy ra kẹt xe trong các đô thị như TP. Long Xuyên và TT. Cái Dầu vào các khung giờ cao điểm. Quốc lộ 91C nối cửa khẩu quốc tế Long Bình với TP. Châu Đốc. Quốc lộ N1 trên tuyến đường liên kết vùng nối từ thị xã Tân Châu đến thành phố Châu Đốc  và nối phường Nhà Bàng với ngã ba Cây Bàng thuộc huyện Giang Thành, Kiên Giang, chạy dọc theo kênh Vĩnh Tế. Quốc lộ 80B có điểm đầu kết nối với quốc lộ 80 thuộc địa bàn xã Tân Phú Đông, thành phố Sa Đéc và điểm cuối tại cửa khẩu Vĩnh Xương, thị xã Tân Châu. Ngoài ra, tỉnh còn có nhiều tuyến đường Tỉnh lộ như 941, 943, 944, 945, 946, 947, 948, 949, 951, 952, 955A, 955B, 957, 958, 959, 960 và nhiều tuyến đường khác, kết nối các địa phương trong tỉnh.

### Đường thủy (nội địa)
An Giang phát triển mạnh về giao thông thủy nhờ hệ thống sông ngòi phong phú. Tỉnh là điểm đầu nguồn của hai con sông Tiền và sông Hậu, là tuyến giao thông thủy quan trọng của cả vùng Đồng bằng sông Cửu Long. Ngoài ra, còn có các tuyến giao thông thủy khác như sông Vàm Nao, Kênh Vĩnh Tế, Kênh Tri Tôn, Kênh Thoại Hà, kênh Ba Thuê, Rạch Ông Chưởng và nhiều khác.
Với mạng lưới sông ngòi phong phú, An Giang có nhiều bến phà lớn qua sông Tiền, sông Hậu và sông Vàm Nao. Một số bến phà nổi tiếng là phà Vàm Cống (hiện đã hoạt động trở lại nhằm tạo thuận tiện cho người dân 2 tỉnh An Giang và Đồng Tháp đi lại dễ dàng hơn), phà An Hòa, phà Năng Gù, phà Châu Giang (đã được thay thế bằng cầu Châu Đốc), phà Thuận Giang, phà Tân Châu và nhiều bến phà khác. Các bến phà này đóng vai trò quan trọng trong việc vận chuyển hàng hóa và người dân trên các tuyến sông chính của tỉnh.

### Biển số xe cơ giới

#### Biển kiểm soát xe mô tô
Biển số xe của tỉnh An Giang là 67, biển số chi tiết của các huyện, thị xã, thành phố như sau:
- Thành phố Long Xuyên: 67-B1-B2-B3-AA
- Thành phố Châu Đốc: 67-E1-AE
- Thị xã Tân Châu: 67-H1-AH
- Huyện Châu Phú: 67-D1-D2-AD
- Huyện Châu Thành: 67-C1-C2-AC
- Thị xã Tịnh Biên:67-F1-AF
- Huyện An Phú: 67-G1-AG
- Huyện Phú Tân: 67-K1-K2-AK
- Huyện Chợ Mới: 67-L1-L2-L3-AL
- Huyện Thoại Sơn: 67-M1-AM
- Huyện Tri Tôn: 67-N1-AN

## Hình ảnh

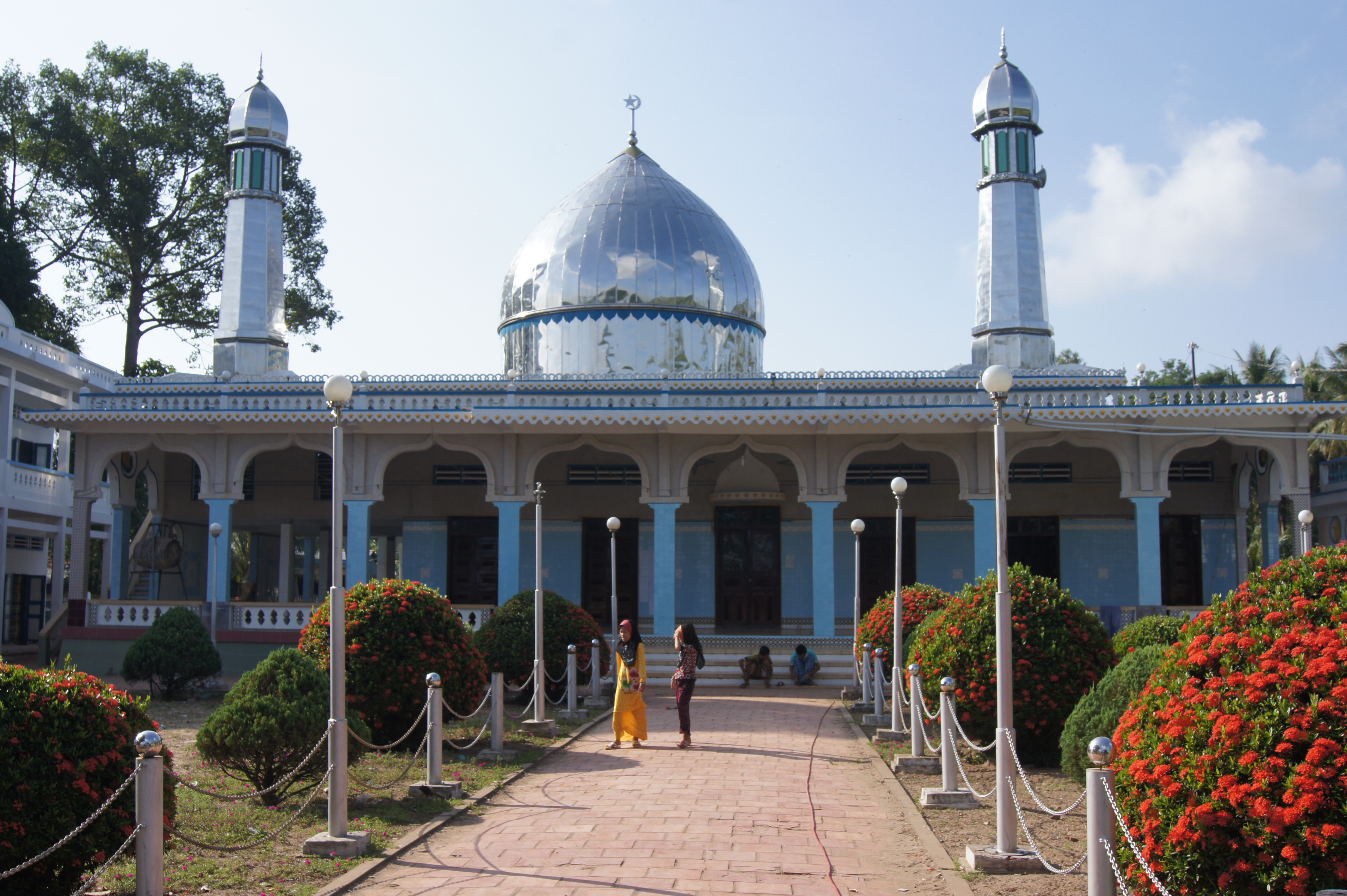
Thánh đường Hồi giáo Mas Jid Khoy Ri Yah
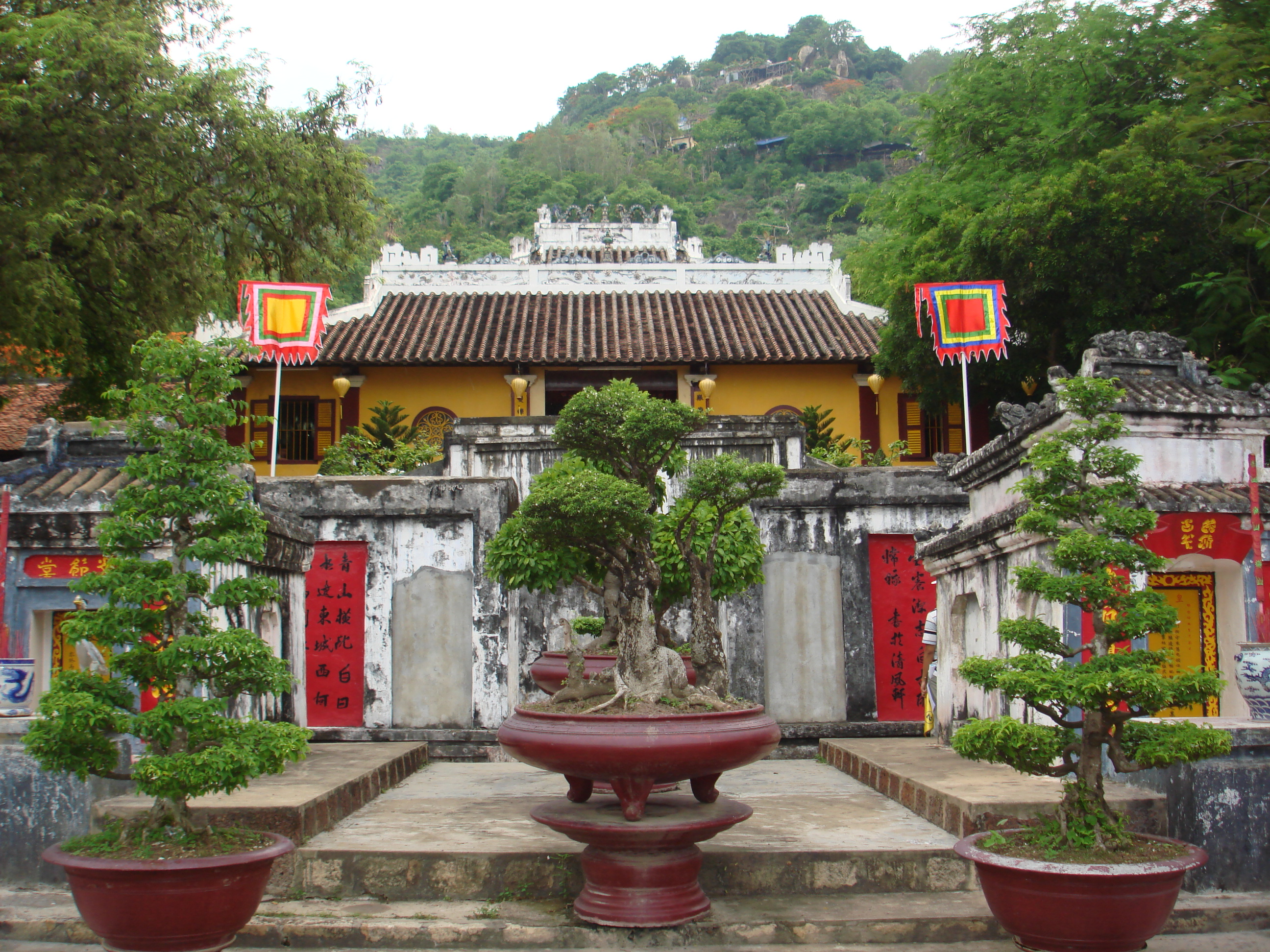
Lăng Thoại Ngọc Hầu thuộc phường Núi Sam, Thành phố Châu Đốc
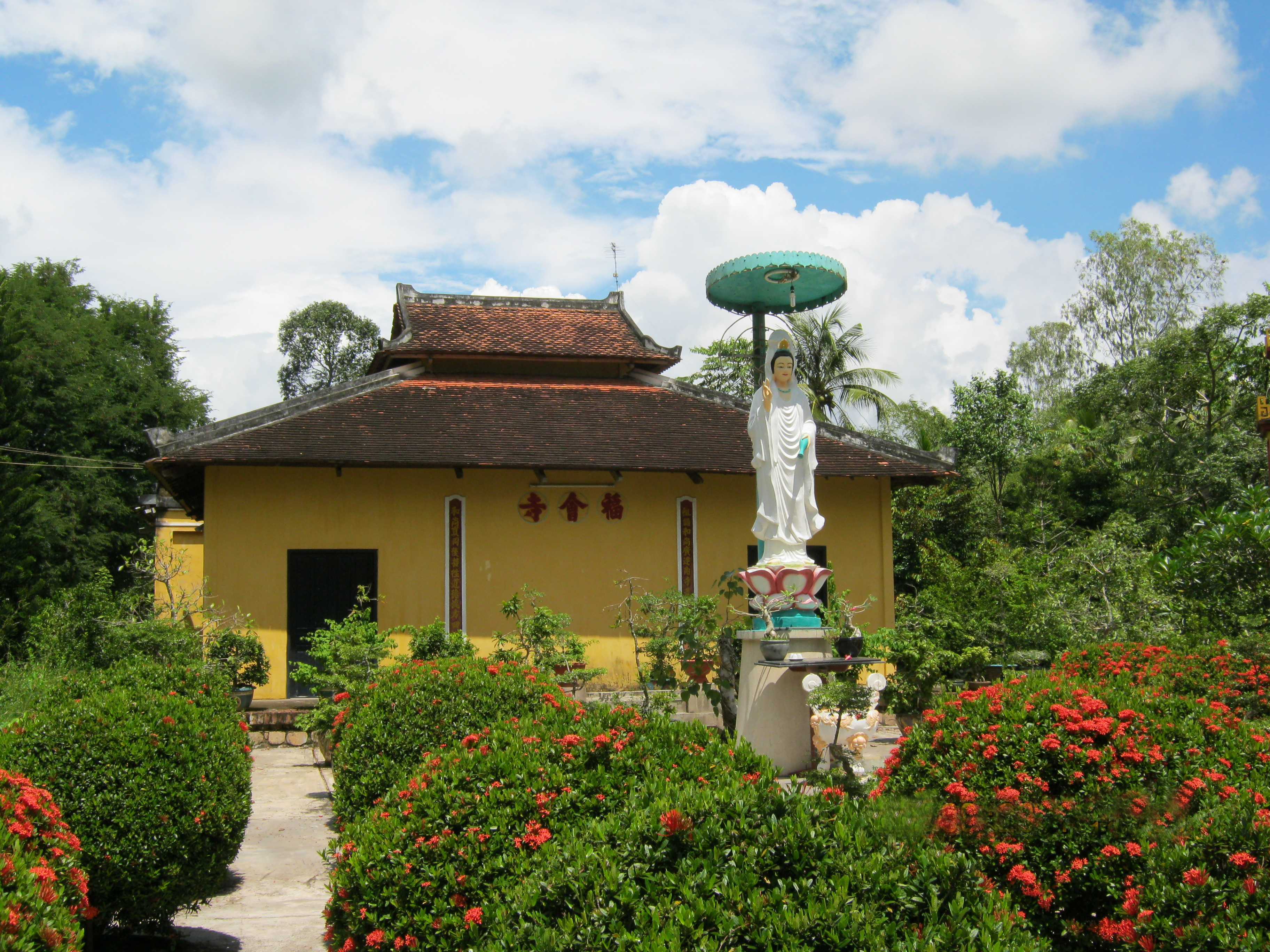
Phước Hội Tự (tục gọi chùa Bà Lê)
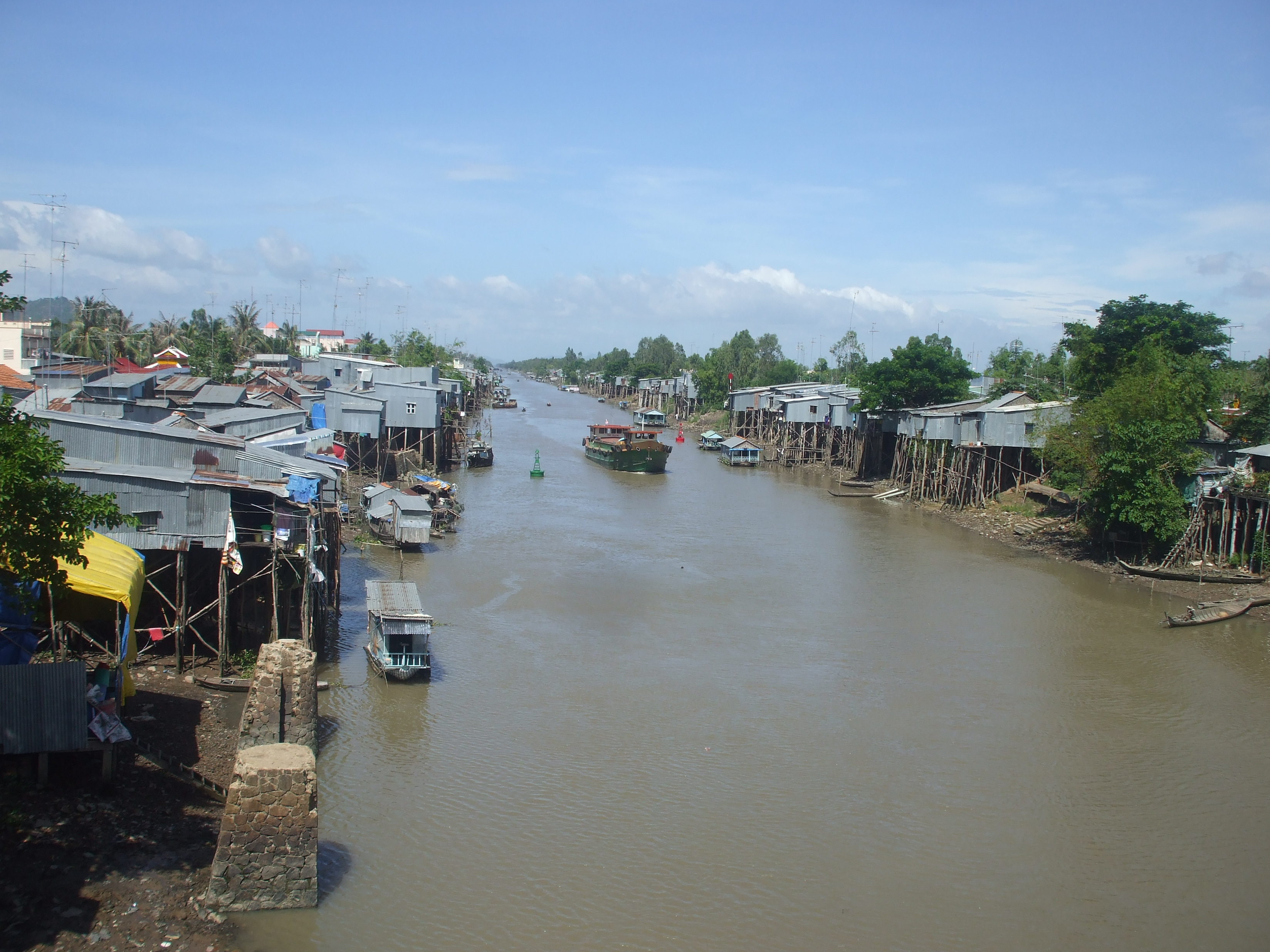
Kênh Vĩnh Tế chảy qua Châu Đốc
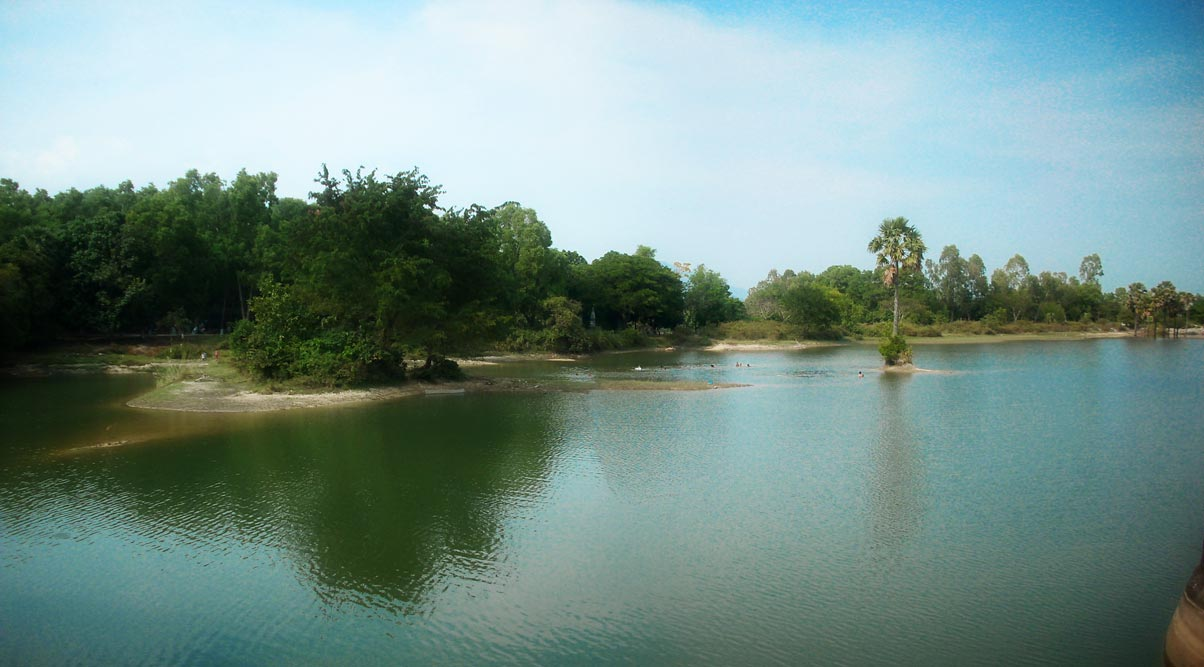
Hồ Soài So thuộc xã Núi Tô, huyện Tri Tôn
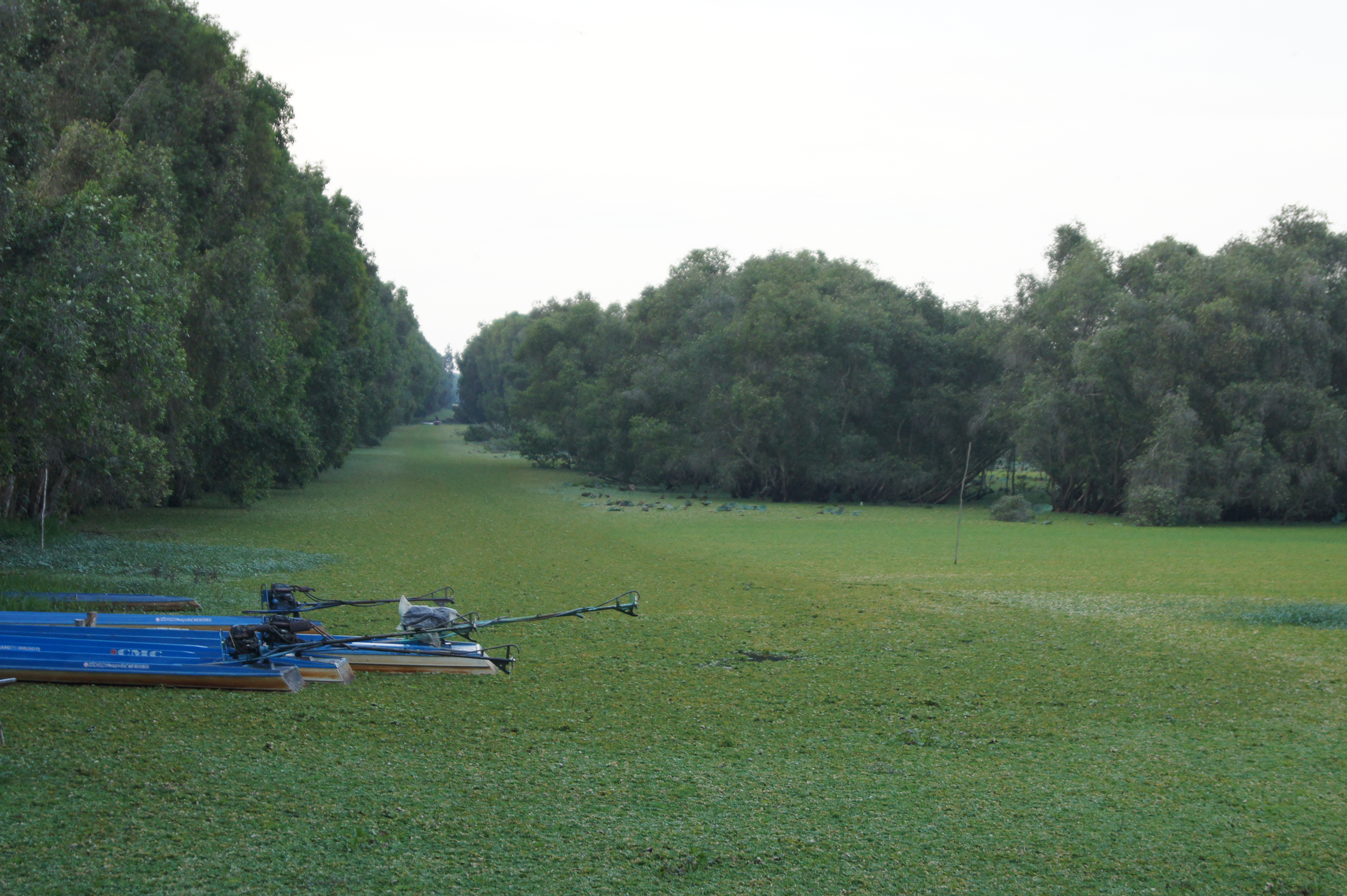
Rừng tràm Trà Sư thuộc xã Văn Giáo, Thị xã Tịnh Biên
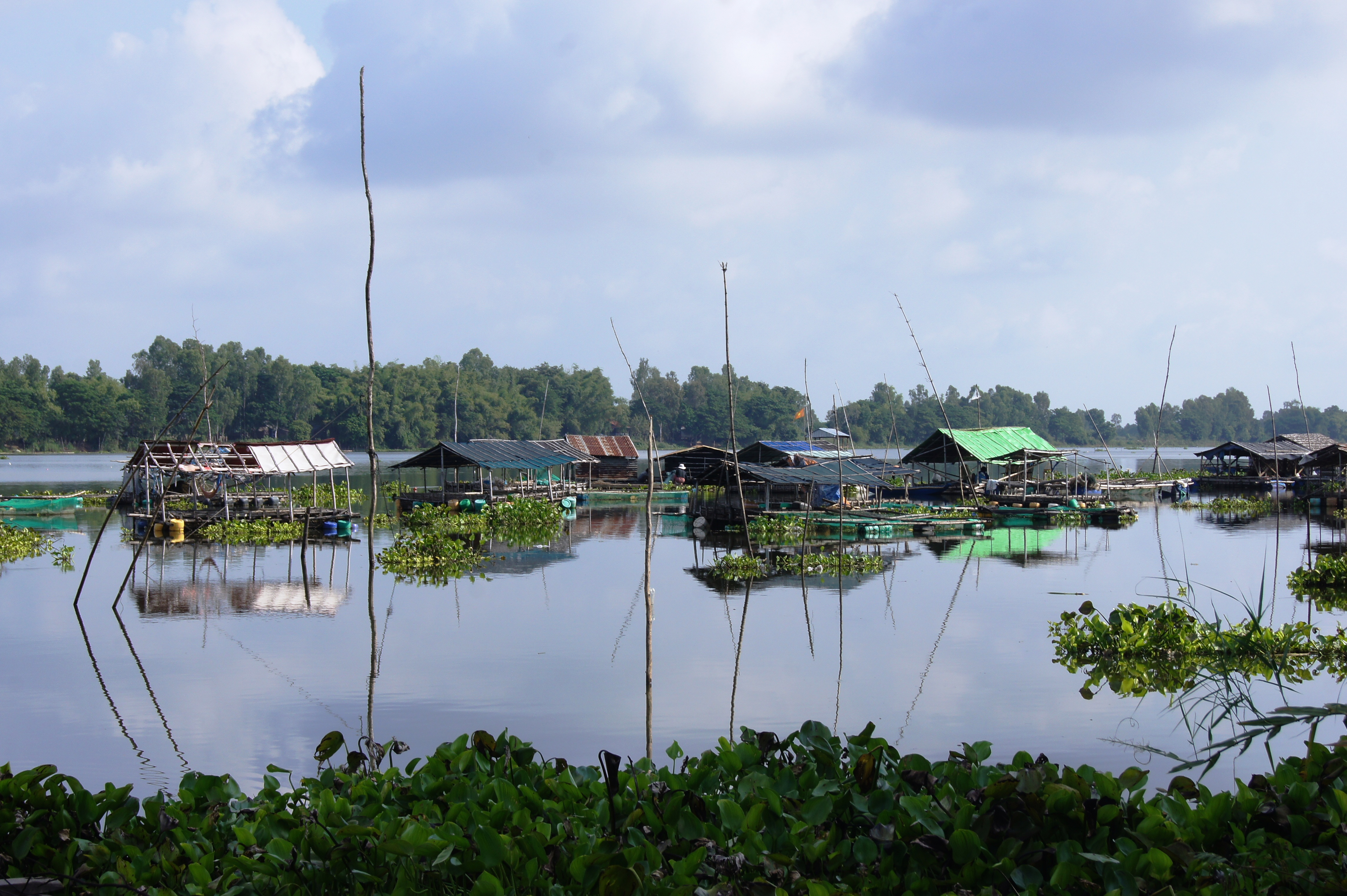
Búng Bình Thiên (Hồ nước ngọt)
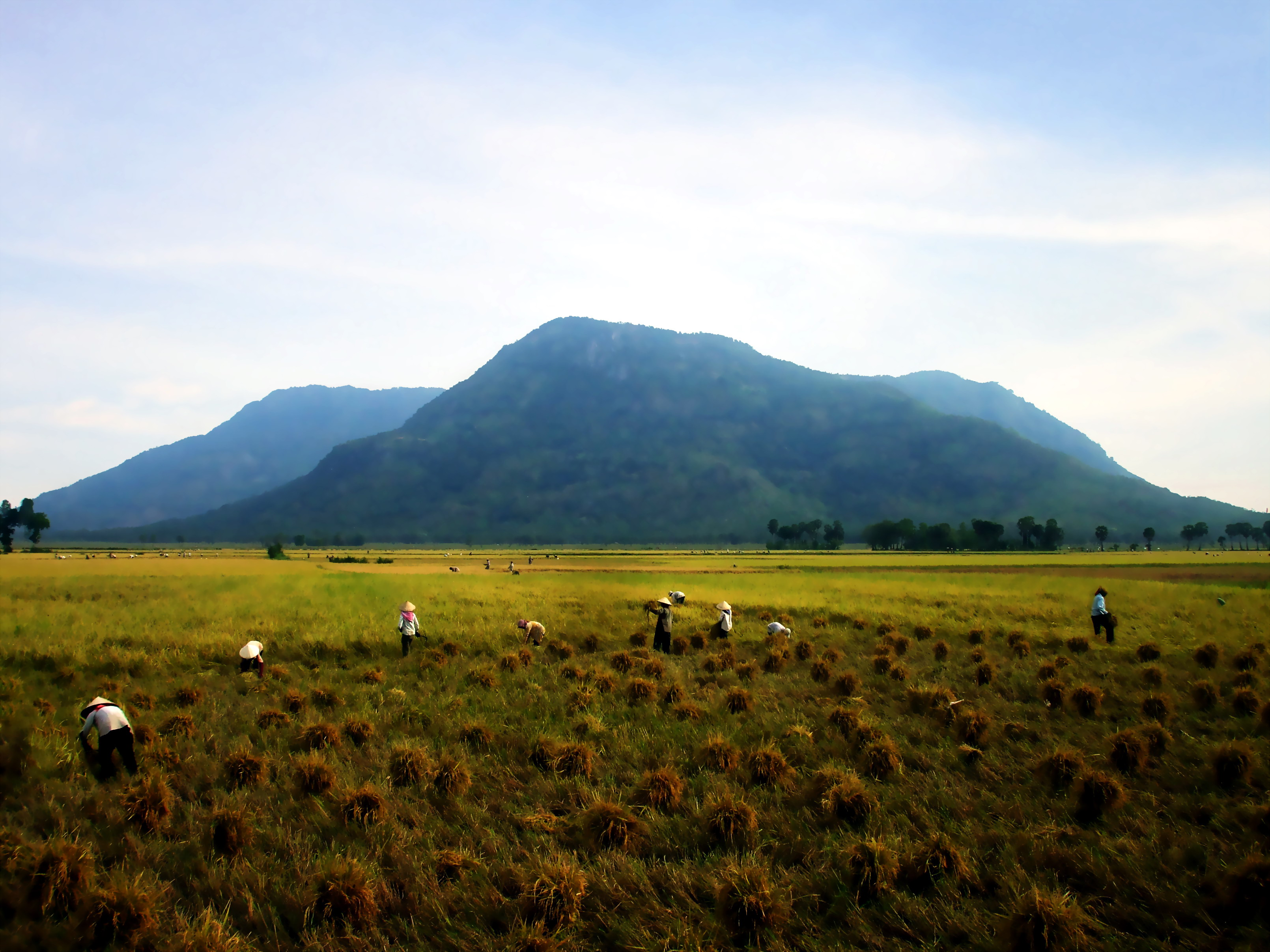
Thu hoạch lúa dưới chân Núi Cấm
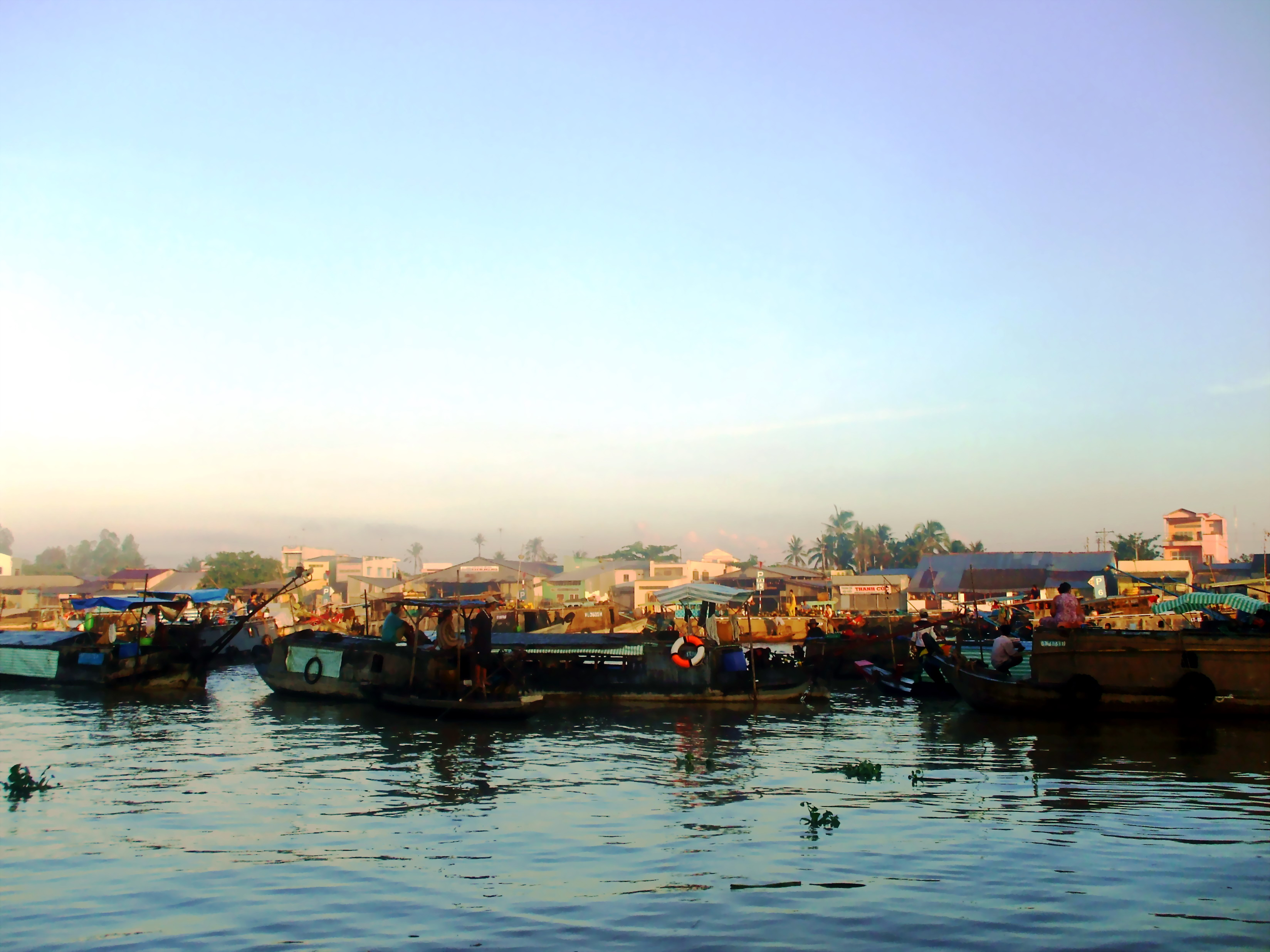
Chợ nổi Long Xuyên
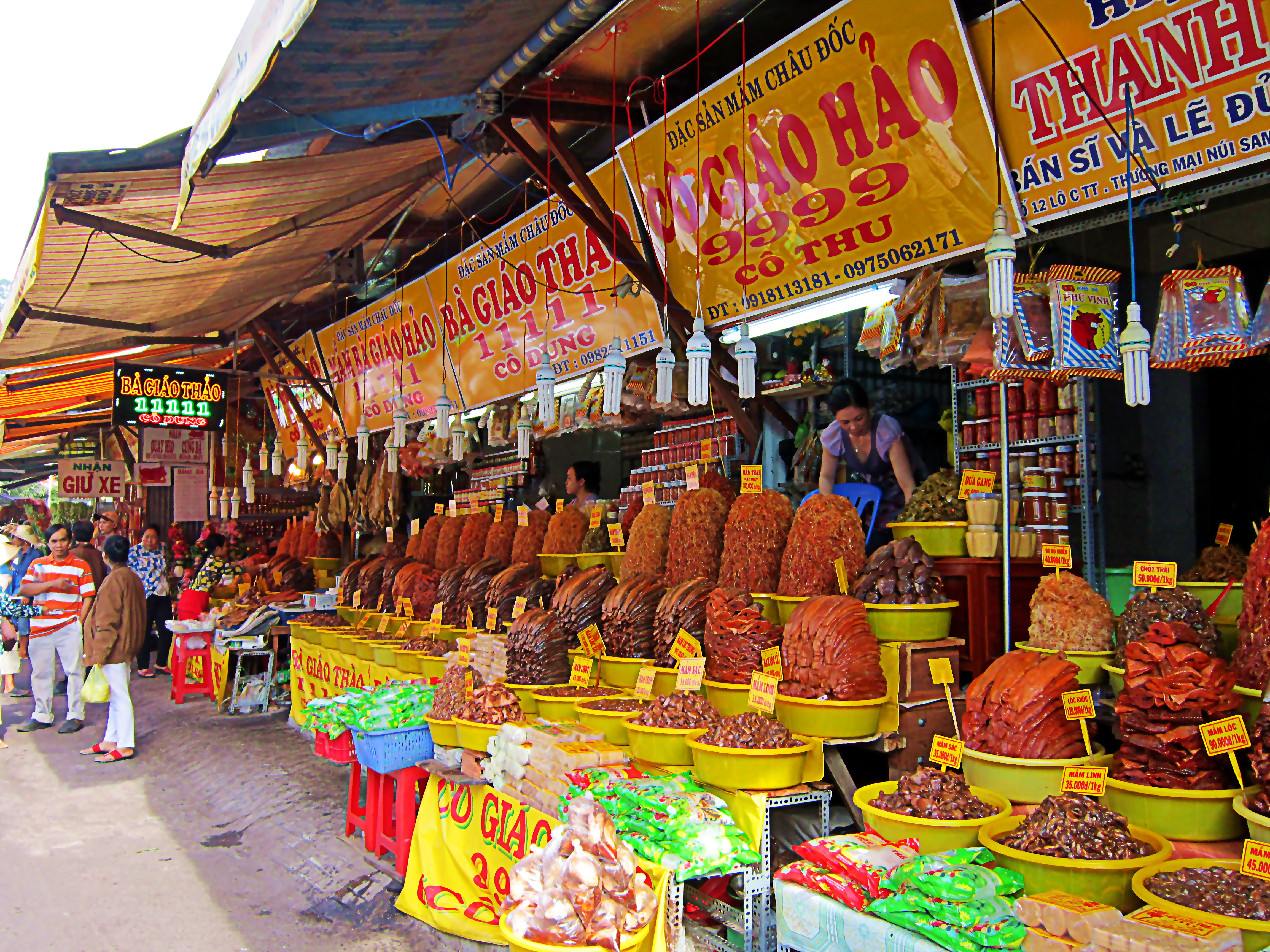
Mắm cá ở Châu Đốc
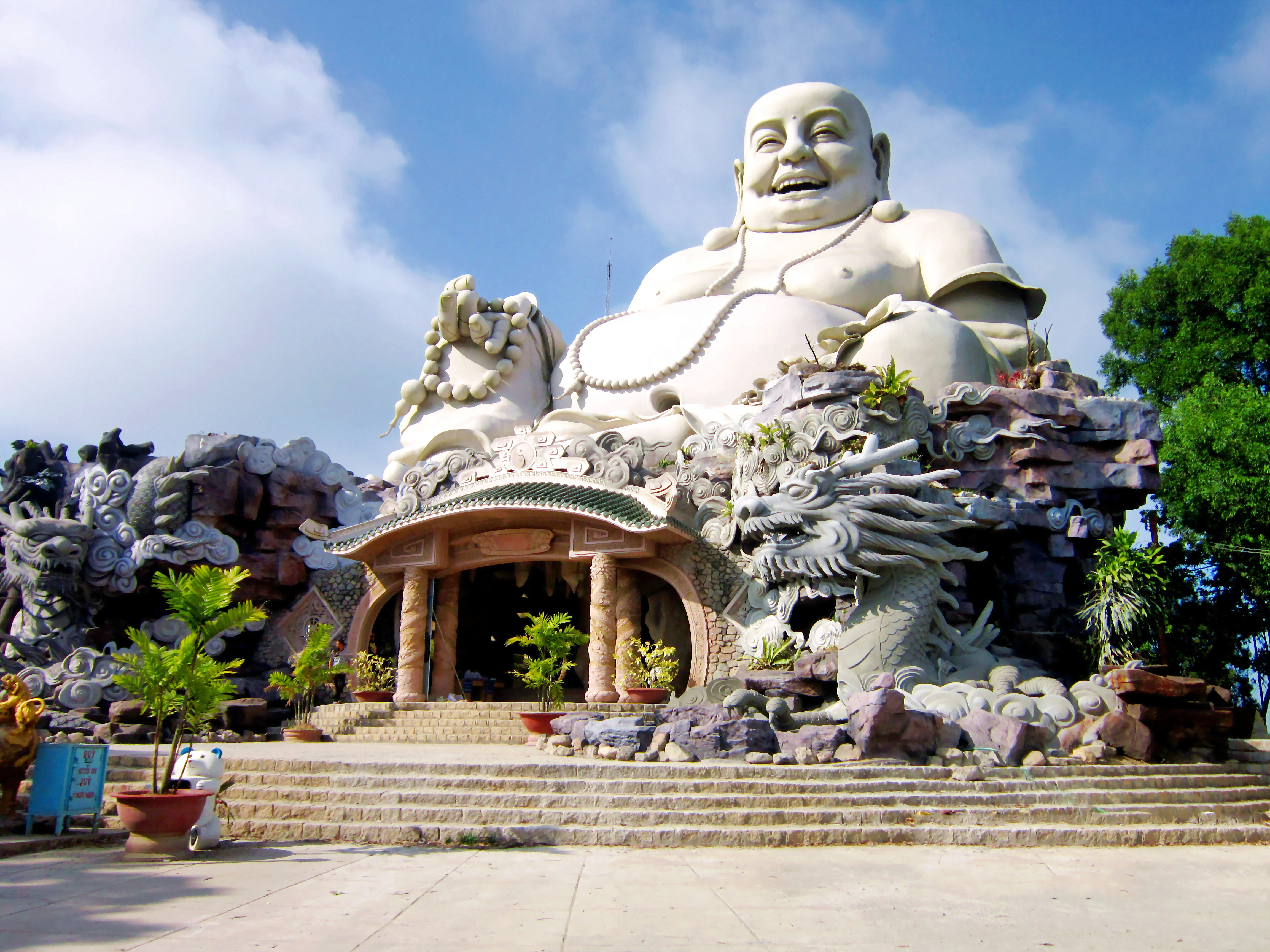
Tượng Phật Di Lặc ngồi trên đỉnh núi cao nhất châu Á nằm trên đỉnh Núi Cấm, xã An Hảo, Thị xã Tịnh Biên
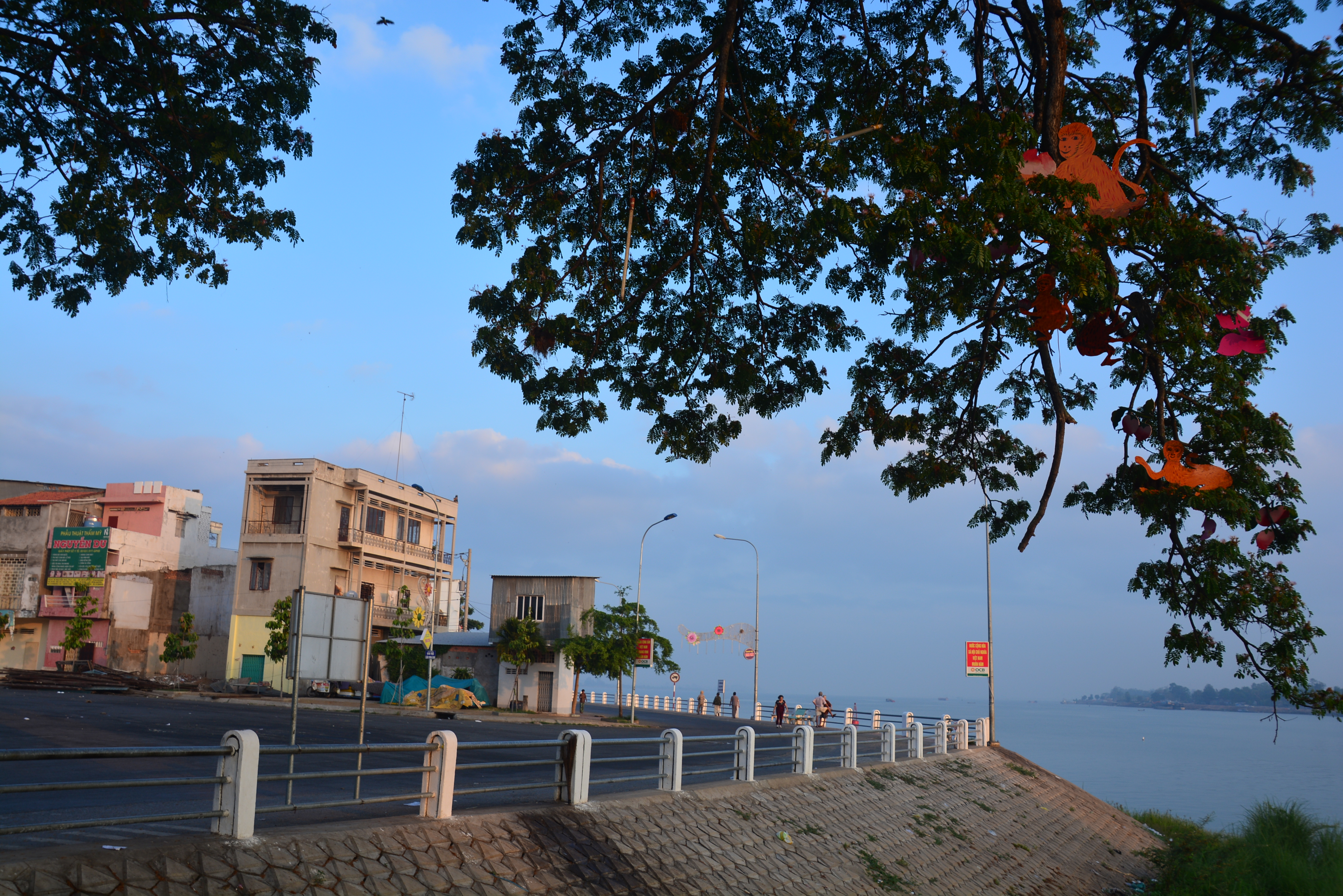
Quảng trường TX.Tân Châu
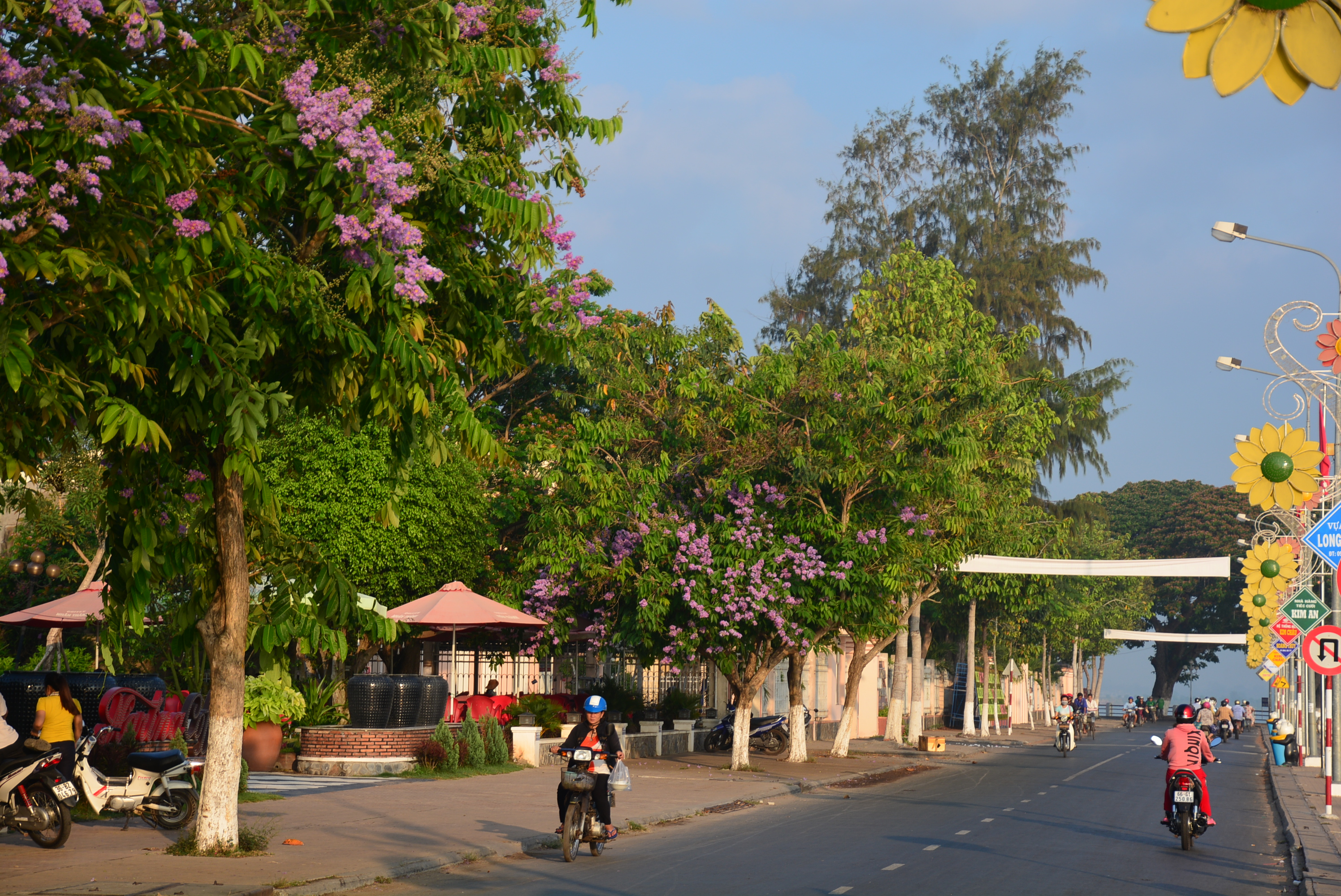
Đường Trần Hưng Đạo bờ kè Tân Châu
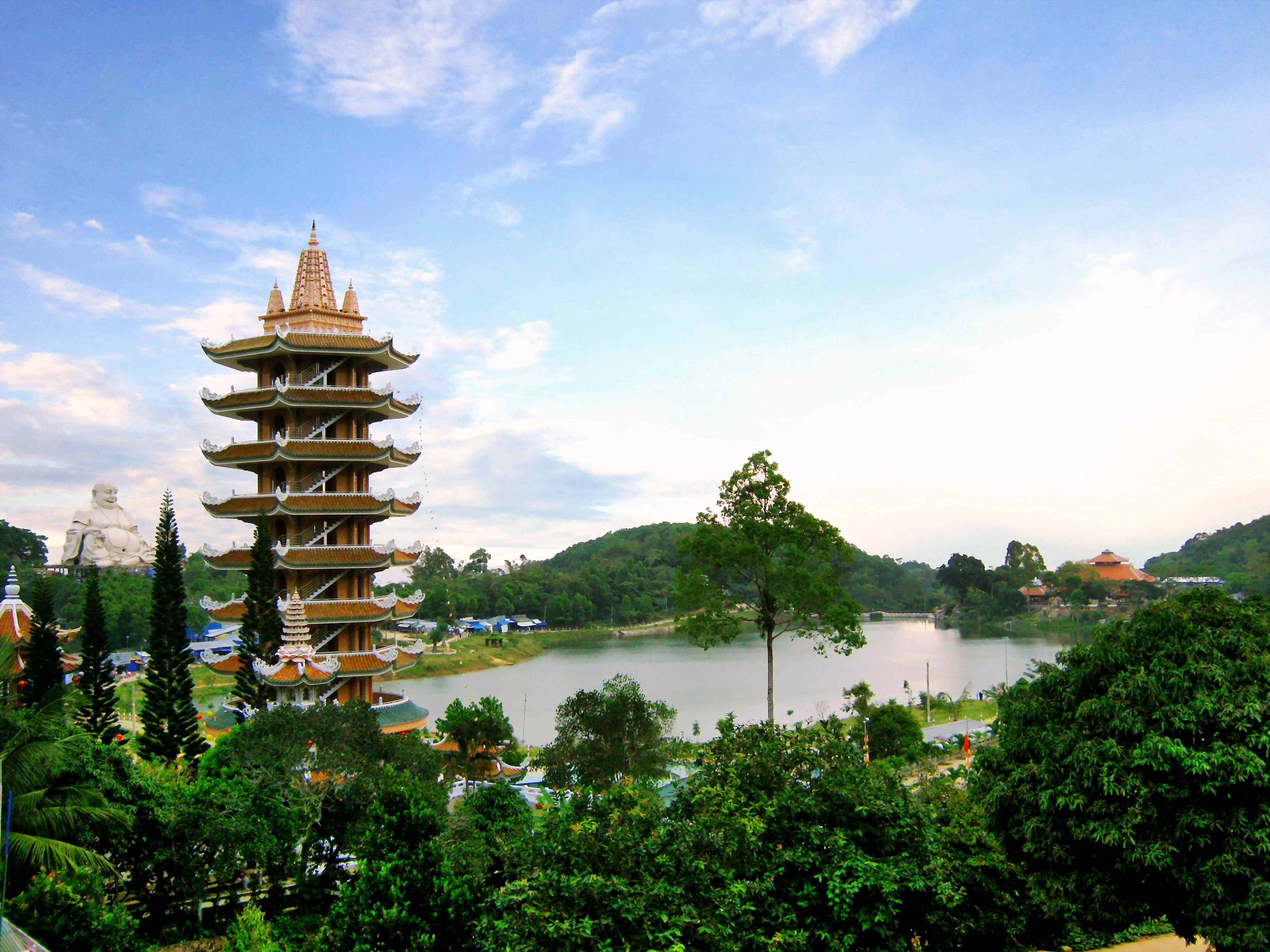
Hồ Thủy Liêm (Núi Cấm)
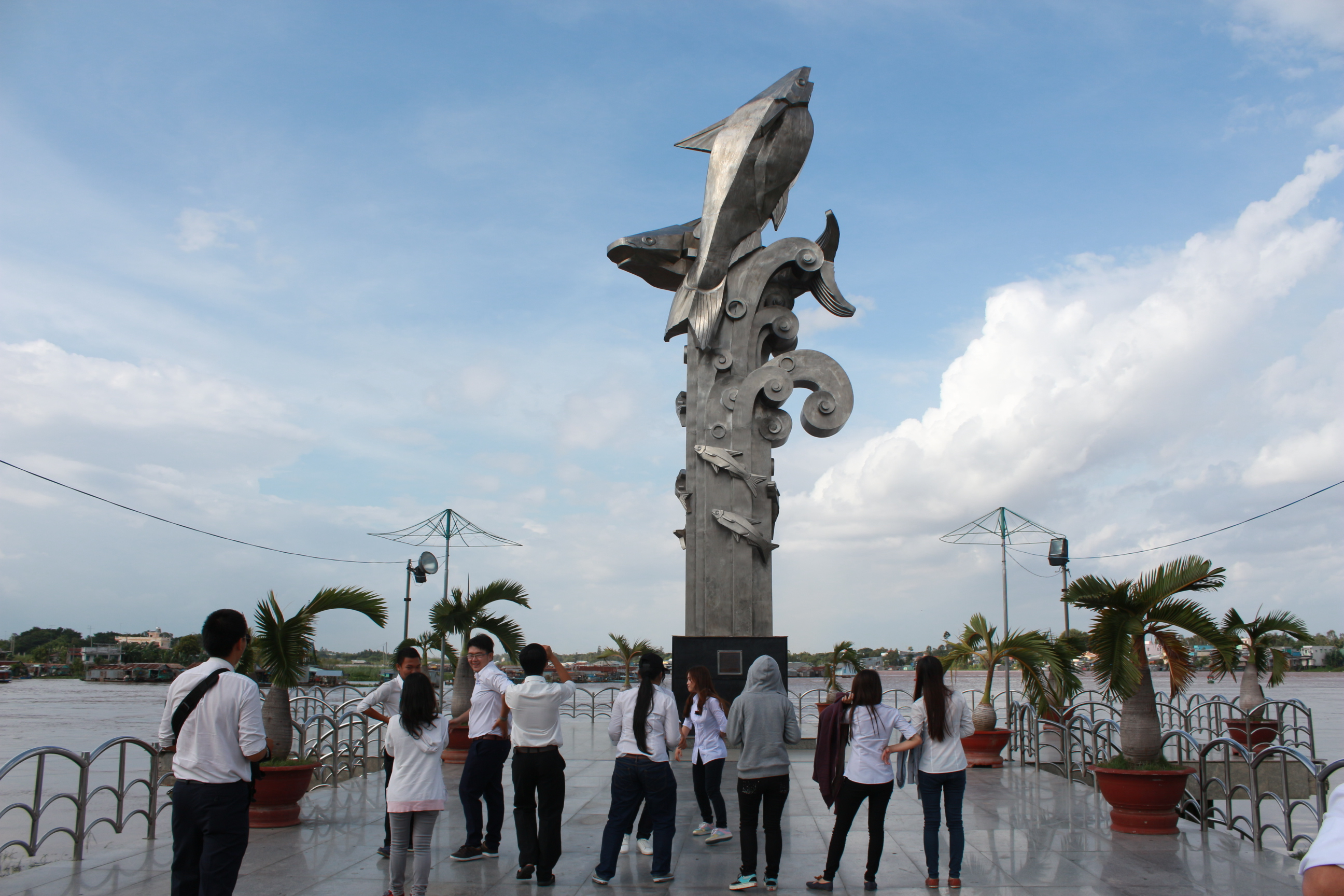
Tượng đài cá Ba Sa ở Châu Đốc

## Danh nhân

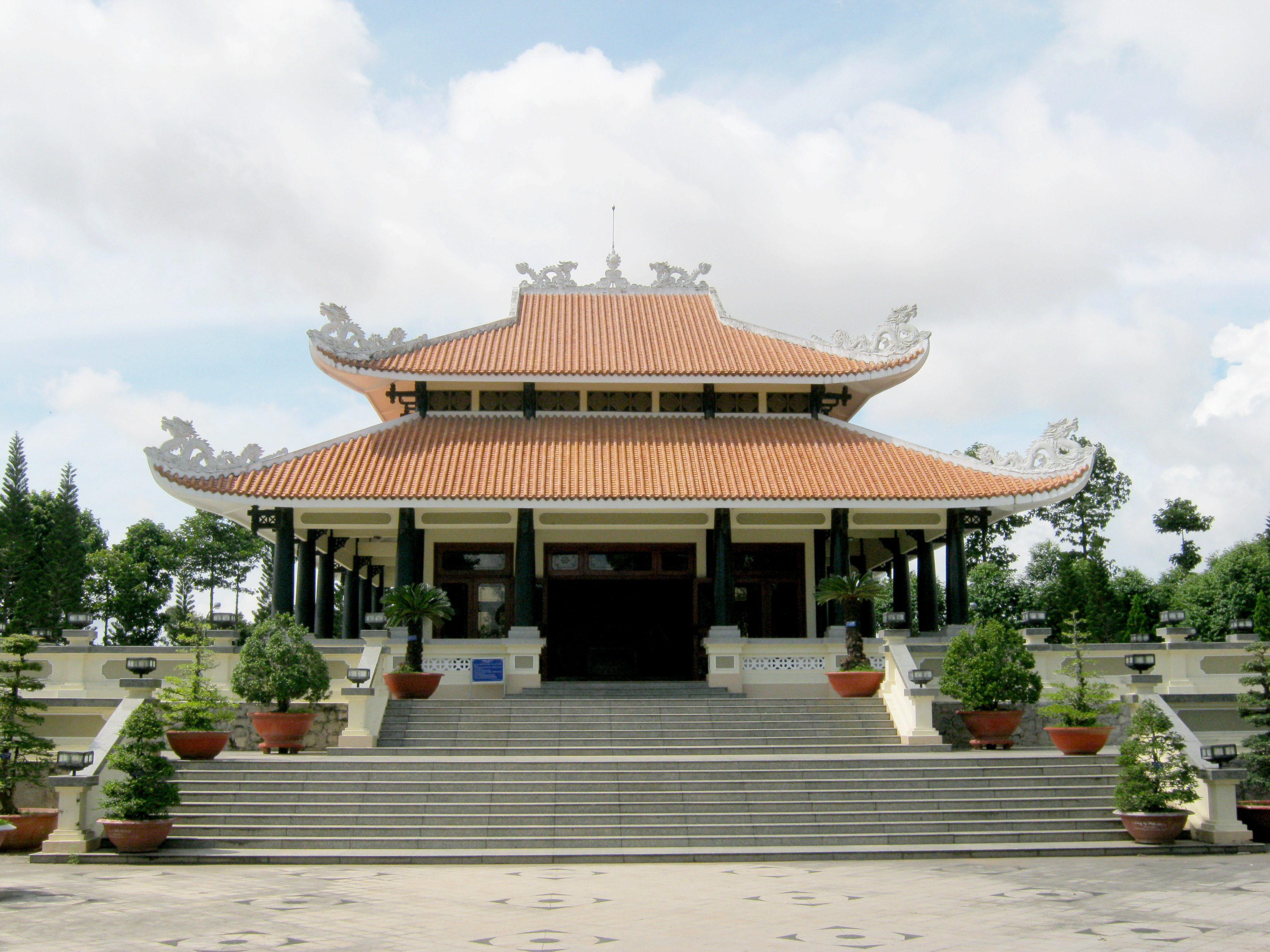
Đền thờ cố Chủ tịch Tôn Đức Thắng ở xã Mỹ Hòa Hưng, thành phố Long Xuyên

### Chính trị
- Cố Chủ tịch nước CHXHCNVN Tôn Đức Thắng (Xã Mỹ Hoà Hưng, thành phố Long Xuyên)
- Cố thủ tướng Việt Nam Cộng hòa Nguyễn Ngọc Thơ (Long Xuyên)
- Cố Bộ trưởng Bộ y tế Giáo sư.Tiến sĩ. Bác sĩ Nguyễn Văn Hưởng (Chợ Mới)
- Võ Thị Ánh Xuân, Ủy viên Ban Chấp hành Trung ương Đảng khóa XIII, Phó Chủ tịch nước Cộng hòa xã hội chủ nghĩa Việt Nam
- GS.TSKH Nguyễn Ngọc Trân (Chợ Mới)
- Cố Bộ trưởng Bộ ngoại giao, Bộ Nội vụ, Đại biểu Quốc hội khoá I, II, III Ung Văn Khiêm (Chợ Mới)
- Nguyên Thống đốc Ngân hàng Nhà nước, Chủ nhiệm Ủy ban Đối ngoại của Quốc hội Nguyễn Văn Giàu (Chợ Mới)
- Lãnh tụ phong trào chống Pháp Trần Văn Thành (Châu Phú)
- Nguyễn Hoàng Việt - Ủy viên Trung ương Đảng, Phó Trưởng ban Tổ chức Trung ương
- Bí thư liên Tỉnh ủy Long Xuyên (cũ) Lương Văn Cù (1915-1941) quê ở Chợ Mới
- Thành viên Uỷ ban khởi nghĩa tỉnh Long Xuyên (cũ) Huỳnh Văn Hây (1913-1941) quê ở Chợ Mới.
- Nguyễn Văn Cưng (1909-1935), quê ở xã Bình Thành Tây, tổng An Phú, quận Lấp Vò, tỉnh Long Xuyên (nay là xã Hoà An, huyện Chợ Mới, An Giang).
- Bí thư Huyện uỷ Chợ Mới, Tỉnh ủy viên Long Châu Tiền, Bí thư Tỉnh ủy Long Châu Sa, kiêm Tỉnh đội trưởng và Trưởng Ty Công an, Phó Bí thư Đặc ủy Sài Gòn - Chợ Lớn, kiêm Bí thư phân khu Sài Gòn - Gia Định Phan Thành Long (tên thật là Phan Văn Hân), sinh tại làng Nhơn Mỹ, quận Chợ Mới, tỉnh Long Xuyên (nay là tỉnh An Giang).

### Nông nghiệp
Giáo sư, Tiến sĩ Nông học, Nhà giáo nhân dân: Võ Tòng Xuân (Tri Tôn)

### Văn học - Nghệ thuật
| - Nhà văn Nguyễn Chánh Sắt - Nhà nghiên cứu Nguyễn Văn Hầu - Nhà văn Nguyễn Quang Sáng - Nhà văn Anh Đức - Nhà văn Lê Văn Thảo - Nhà thơ Viễn Phương - Nhà văn Vương Trung Hiếu - Nhà văn - nhà thơ Trịnh Bửu Hoài | - Nhạc sĩ Hoàng Hiệp - Nhạc sĩ Lam Duy - Nhạc sĩ Phan Nhân - Nhạc sĩ Song Ngọc - Họa sĩ Chóe - TS. Nghệ sĩ nhân dân Bạch Tuyết - Soạn giả Hoa Phượng - Nghệ sĩ ưu tú. Tạ Minh Tâm - Soạn giả Huỳnh Trí Bá (Bảy Bá - Viễn Châu) quê ở Trà Vinh | - Ca sĩ Đức Tuấn - Nghệ sĩ ưu tú Tấn Tài - Nghệ sĩ Tấn Beo - Nghệ sĩ Kiều Oanh - Ca sĩ: Đông Đào - Diễn viên: Thái Ngọc Bích - Ca sĩ - diễn viên: Kha Ly - Ca sĩ - diễn viên: Phương Trinh Jolie - Đạo diễn - diễn viên: Vinh Trần (Anh Thám Tử) - Diễn viên: TLOO (Tloo Tiệm Rau Lạ Lắm - Gia Sư Kỳ Quái) | - Nghệ sĩ Cải Lương: Linh Tâm - Nghệ sĩ: Linh Tý - Ca sĩ: Ưng Hoàng Phúc - Ca sĩ: Quách Tuấn Du - Ca sĩ: Hồ Tuấn Anh - Ca - nhạc sĩ: Vũ Cát Tường - Nghệ sĩ: Huỳnh Lập - Ca Sĩ Mạnh Quỳnh quê ở thành phố Hồ Chí Minh - Nghệ sĩ: BB Trần |

### Giáo dục

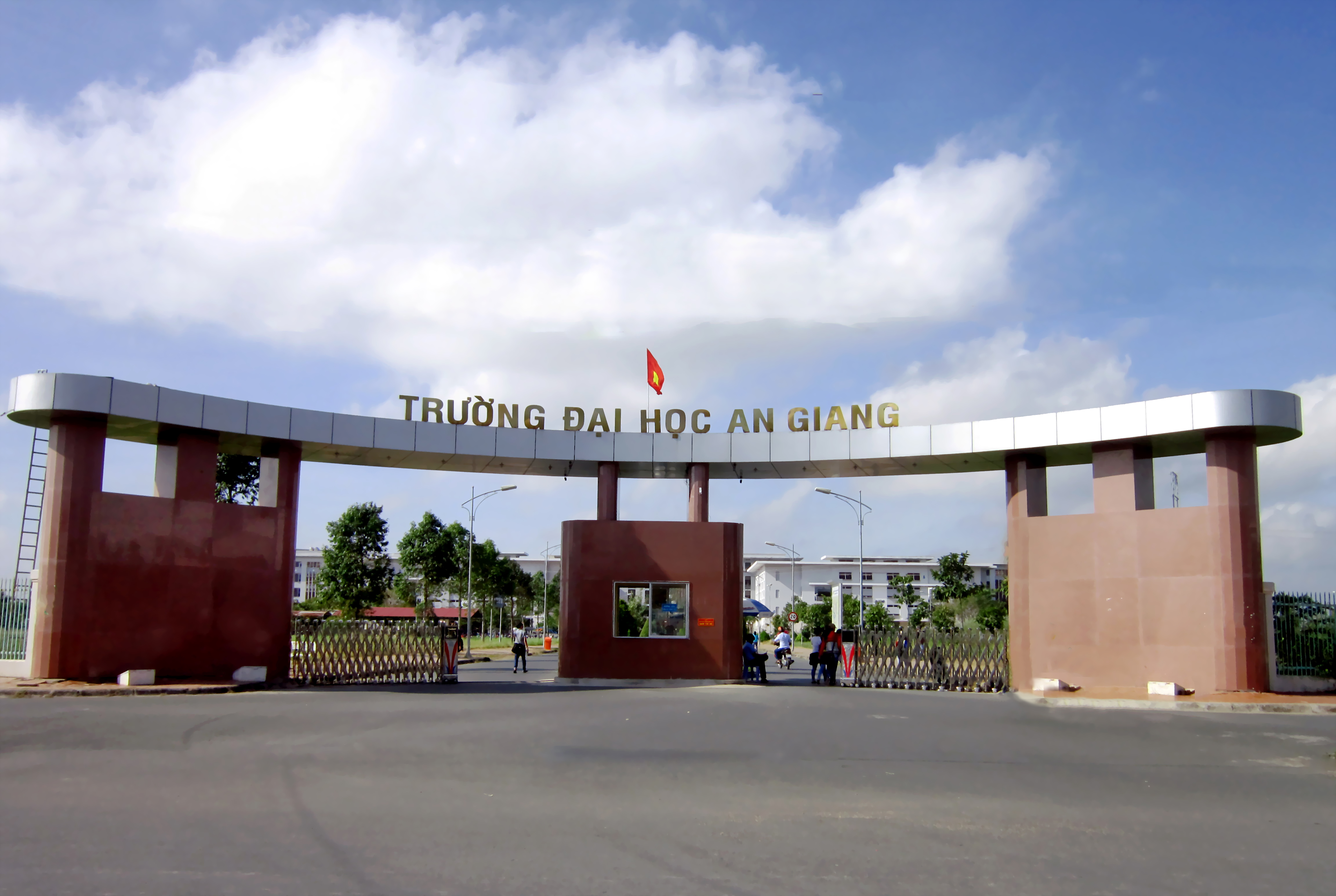
Trường Đại Học An Giang (khu mới)

- Nhà giáo Trần Hữu Thường (Tân Châu).
- Phó giáo sư. Tiến sĩ. Trịnh Trung Hiếu (Tri Tôn).

### Tôn giáo
- Đoàn Minh Huyên Giáo chủ Phật giáo Bửu Sơn Kỳ Hương (Đức Phật Thầy Tây An).
- Ngô Lợi Giáo chủ Phật giáo Tứ Ân Hiếu Nghĩa
- Huỳnh Phú Sổ (Đức Huỳnh Giáo Chủ), Giáo chủ Phật giáo Hòa Hảo
- Phanxicô Xaviê Trương Bửu Diệp

### Quân sự
- Tướng nhà Nguyễn Nguyễn Văn Nhơn (Vĩnh An, An Giang xưa).
- Tướng nhà Nguyễn Thư Ngọc Hầu (Chợ Mới).
- Người cộng tác với Pháp Trần Bá Lộc (Chợ Mới).
- Anh hùng lực lượng vũ trang nhân dân Huỳnh Thị Hưởng (Thị trấn Hội An, huyện Chợ Mới).
- Anh hùng lực lượng vũ trang nhân dân Néang Nghét (xã Ô Lâm, Tri Tôn).
- Anh hùng lực lượng vũ trang nhân dân Lâm Thanh Hồng (1957-1984), quê ở ấp Trung Sơn, xã Vọng Thê, huyện Thoại Sơn.

### Luận văn
- Phạm Thị Tuyết Nga (2009). "Kinh tế - Xã hội tỉnh An Giang từ năm 1986 đến năm 2005" (Tài liệu). Đại học sư phạm thành phố Hồ Chí Minh. {{Chú thích tài liệu}}: Đã bỏ qua tham số không rõ |url= (trợ giúp)